# Familia Butler
La "dinastía Butler" se refiere a varias ramas de la familia Butler (en irlandés: de Buitléir), que tiene sus orígenes en la familia anglonormanda que participó en la invasión de Irlanda en el siglo XII. Variantes ortográficas del apellido incluyen le Boteler y le Botiller. El apellido tiene sus orígenes en el cargo hereditario de Botellero de Irlanda. La familia aparece con Theobald Walter, I Jefe Botellero de Irlanda. Muchas de las ramas se extendieron finalmente por varios países de Europa, América del Norte y América del Sur cuando muchos de los integrantes de la familia emigraron fuera de Irlanda e Inglaterra en años posteriores.

## Origen
Originalmente el apellido familiar era Walter y así, la Casa Butler se originó con Theobald Walter (a veces Theobald FitzWalter, Theobald Butler, o Theobald Walter le Boteler), el primer Jefe Butler de Irlanda. También ocupó los cargos de Jefe Botellero de Inglaterra y Gran Sheriff de Lancashire en 1194. Participó en las campañas irlandesas de Enrique II y Juan I. Su hermano mayor Hubert Walter fue Arzobispo de Canterbury y Justiciar y Lord Canciller de Inglaterra. Durante el reinado de Enrique II, Theobald Walter (d.1205) fue pincerna (latín) o "boteillier" (francés normnado) 'butler', copero ceremonial del príncipe Juan Señor de Irlanda.

## Butlers de Ormond

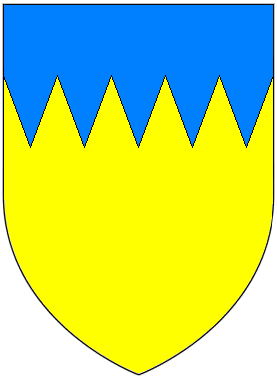
Armas de Walter: O, un jefe indented azure. Estas armas aparecen en el primer cuartel de las armas del Marqués de Ormonde (las armas de Butler nacen en el 2.º) reflejando la descendencia de la familia por línea masculina de Theobald FitzWalter, durante el reinado de Enrique II (1154–1189)

Esta es la rama sénior de la familia y produciría posteriormente produjo Condes, Marqueses y Duques de Ormond. La sede familiar, desde 1391, era elcastillo de Kilkenny. Con anterioridad, su baluarte principal fue el castillo de Gowran. Desde su posición en Kilkenny, eran capaces de controlar los reinos gaélicos circundantes de Ormond, Éile, Ikerrin y parte de Osraige. Miembros de la familia Butler habitaron el castillo de Kilkenny Castillo hasta 1935.

### Títulos
La familia llevó el título de Jefe Butler de Irlanda. Con anterioridad a la creación del condado de Ormonde, el padre del primer conde, Edmund Butler, había sido creado primer Conde de Carrick. Sin embargo, este título no pasó a James Butler. Siete años después de la muerte de su padre, James fue premiado con un título propio de conde– Ormond. Posteriormente, se añadieron títulos subsidiarios para el conde en la nobleza deIrlanda: Conde de Ossory (1538) y Vizconde Thurles (1536). James Butler, XII conde de Ormond sirvió como comandante de los Cavaliers en Irlanda y fue creado Marqués de Ormond en 1642, título que se extinguió en 1758. Fue creado duque de Ormonde en 1661, que se creó en la nobleza de Inglaterra en 1682. Después de 1682, la ortografía "Ormonde" fue utilizada casi universalmente. El título fue eliminado en 1715. Los títulos subsidiarios para el duque en la nobleza de Inglaterra fueron el Conde de Brecknock (1660) y Barón Butler (1660).
James Fitzjames Butler, sucedió a su abuelo como segundo duque. Acusado de traición durante la rebelión Jacobita de 1715, se declaró su muerte civil y sus títulos ingleses fueron eliminados. En 1758 su hermano Charles, tercer duque de jure (irlandés), murió y el ducado y el marquesado se extinguieron. El decimoctavo conde, James Wandesford Butler, fue creado Barón Ormonde, de Llanthony, en el condado de Monmouth en la nobleza del Reino Unido en 1821 en la coronación de Jorge IV. Más tarde, fue creado Marqués de Ormonde en la nobleza de Irlanda en 1816. A su muerte en 1820, el título se extinguió y los condados pasaron a su hermano para quien se creó el título de Marqués de Ormonde fue recreado en la nobleza del Reino Unido en 1825. El título se extinguió en 1997, mientras que el condado quedó durmiente.

### Tierras

El Señorío de Irlanda en 1450; Señoríos normandos y reinos nativos.

El patrimonio de los Butler de Ormond abarcaba la mayoría de los actuales condados de Tipperary, Kilkenny y partes del de Carlow. Sólo el condado de Desmond era más extenso que Ormond en el Señorío y Reino de Irlanda. Tras la exitosa invasión normanda, los antiguos territorios gaélicos se anexionaron a la corona y entregadas como baronías o feudos a los seguidores de la corona (los barones victoriosos). Estas baronías (administrativas) correspondían a las túath ("país") irlandesas o trícha cét ("tres mil [hombres]") de un jefe gaélico, por ejemplo Éile. Sin embargo, algunas veces las baronías combinaban pequeños territorios o disgregaban uno mayor, o eran creadas sin tener en cuenta las antiguas fronteras. Durante el periodo normando, la mayor parte de los jefes gaélicos fueron muertos, expulsados o sometidos por los nuevos señores normandos; en el periodo Tudor, muchos lores gaélicos o hibernizados fueron capaces de conservar sus tierras al jurar lealtad a la corona según la política de rendición y reconcesión.
In 1837, the remains of the following Butler castles were recorded in County Kilkenny alone by Lewis. 

"Granny or Grandison Castle, in Iverk, is one of the most considerable: it was the residence of Margaret Fitzgerald, the great Countess of Ormond, a lady of uncommon talents and qualifications, who is said also to have built the castles of Balleen and Coolkill, with several others of minor note. The Butlers owned the castles of Knocktopher, Gowran, Dunfert, Poolestown, Nehorn, Callan, Ballycallan, Damagh, Kilmanagh, and Urlingford..... The castles of Drumroe, Barrowmount, and Low Grange, are said to have belonged to Lord Galmoy;"

### Miembros destacados de la familia
- Theobald Walter, I Jefe Butler de Irlanda (m. 1206) casado con Maud de Vavasour
- Theobald le Botiller, II Jefe Butler de Irlanda (m. 1230) casado con Joan de Marais
- Theobald Butler, III Jefe Butler de Irlanda (1224–1248) casado con Margaret de Burgh
- Theobald Butler, IV Jefe Butler de Irlanda (1242–1285) casado con Joan FitzJohn FitzGeoffrey;
- Edmund Butler, conde de Carrick (1270–1321) casado con Joan Fitzgerald
- James Butler, I conde de Ormond (1305–1338) casado con Eleanor de Bohun
- James Butler, II conde de Ormond (1331–1382) casado con Elizabeth Darcy
- James Butler, III conde de Ormond (m. 1405) casado con Anne Welles
- James Butler, IV conde de Ormond (1392–1452) casado con Joan de Beauchamp
- James Butler, V conde de Ormond (1420–1461)
- John Butler, VI conde de Ormond (m. 1478)
- Thomas Butler, VII conde de Ormond (1426–1515) casado con Anne Hankford

## Butlers de Dunboyne
El Barón Dunboyne peerage se originó con Thomas Butler, Barón Dunboyne (1271–1329), hijo de Theobald Butler, IV Jefe Butler de Irlanda.

### Miembros destacados de la familia
- Thomas Butler, I Barón Dunboyne (1271 – 1329)
- John Butler, XII Barón Dunboyne (1731 – 7 de mayo de 1800)

## Butlers de Clonamicklon e Ikerrin
Esta rama parte de John Butler de Clonamicklon (1305–1330), el hijo más joven de Edmund Butler, conde de Carrick (1268–1321) y Joan Fitzgerald, Condesa de Carrick (1282–1320). Era hermano de James Butler, I conde de Ormond (1305–1337). De esta rama descienden los Vizcondes Ikerrin y los Condes de Carrick (Segunda creación).

### Miembros destacados de la familia
- Pierce Butler, IV vizconde Ikerrin (1679–1711). Se casó dos veces. Primero con la Hon. Alicia Boyle y luego con Olivia St. George
- Thomas Butler, VI vizconde Ikerrin (1683–1720). Se casó con Margaret Hamilton. Nació en Kilkenny, Irlanda.
- Somerset Hamilton Butler, I conde de Carrick (1718–1774). Se casó con Lady Juliana Boyle. El VIII Vizconde fue creado Conde de Carrick– la segunda vez que un condado de ese nombre fue creado para la familia Butler. La primera creación fue para Edmund Butler, conde de Carrick.
- Henry Butler, II conde de Carrick (1746–1813). Se casó con Sarah Taylor. Murió en Kilkenny, Irlanda.
- Somerset Butler, III conde de Carrick (1779–1838), hermano del Hon. Henry Edward Butler (1780–1856)
- Gina Fratini (Georgina Butler, 1931–2017), diseñadora de moda inglesa, nieta de Charles Butler, VII conde de Carrick

## Butlers de Cahir
Esta rama parte de James Butler, III conde de Ormond (m. 1405). La sede familiar, Cahir Castle, está construida en una isla en el Río Suir. Gran parte de las baronías de Iffa y Offa West fueron controladas por los barones Butler de Cahir.

### Miembros destacados de la familia
- Thomas Butler de Cahir (m. 1476)

#### Barones de la primera creación
- Thomas Butler, I Barón Cahir (m. 1558), hijo de Thomas Butler de Cahir. Su hermano Piers Butler más tarde suministraría barones futuros cuándo su línea dejó de suministrar herederos masculinos a la muerte de su propio hijo.
- Edmund Butler, II Barón Cahir (m. 1560)

#### Barones de la segunda creación
- Theobald Butler, I Barón Cahir (m. 1596), hijo de Piers Butler y sobrino del primer Barón.
- Thomas Butler, II Barón Cahir (m. 1627), hijo del primer Barón. Muerto sin heredero masculino.
- Thomas Butler, III Barón Cahir, hijo de Piers Butler, sobrino del segundo Barón y nieto del primero.

## Butlers de Polestown y Roscrea
Esta rama también saltó del III conde. Tres ramas distintas están asociadas con esta rama de la familia. El árbol familiar se divide primero con Edmund MacRichard Butler; su hijo mayor, Sir James, fundó la más ilustre sub-rama con su progenie dando lugar all octavo conde de Ormond; su segundo hijo, Walter, fundó la sub-rama menor, que acabaría dando lugar a los baronets de Polestown. Este sub-rama se dividió en tercer lugar para fundar una rama en Roscrea en la baronía de Ikerrin, Condado de Tipperary, empezando con el nieto de Walter.
Nota: "Polestown" es también transcrito en los registros como Poolestown". Se identifica ahora con la ciudad de Paulstown en Gowran, Condado Kilkenny.

### Miembros destacados de la familia
- Señor Richard Butler de Polestown (1395–1443)
- Walter Butler de Polestown
- Walter Butler de Polestown
- Peter Butler de Roscrea
- Walter Butler de Roscrea

## Butlers de Mountgarret, Cloughgrennan, Kilcash & Duiske
Su antepasado común es Piers Butler, VIII conde de Ormond. De su primogénito James nacieron tres ramas familiares menores; Cloughgrenan, Kilcash y Duiske / Galmoye, Su hijo más joven, Richard Butler, fundó la longeva línea de Mountgarret.
Línea sénior - condes de Ormond, herederos del octavo conde
Línea de Mountgarret - herederos del segundo hijo del octavo conde
Línea de Cloughgrenan - herederos del segundo hijo del noveno conde
Líneas de Kilcash y Thurles- herederos del tercer hijo del noveno conde
Línea de Garryricken - herederos del tercer hijo del decimoprimer conde
Línea de Duiske y Galmoye - herederos del décimo conde

### Butlers de Mountgarret
Mountgarret puede tomar su nombre del townland de Tifeaghna (Monte Garret) en la parroquia civil de Sheefin, en la baronía de Galmoy o de Clomantagh (Monte Garret) en la parroquia civil de Clomantagh en el Condado de Crannagh. Ambas baronías se sitúan en la esquina noroccidental del Condado de Kilkenny. Los vizcondes son recordados como poderosos terratenientes en la zona (dónde ocuparon tierras alrededor del castillo de Clomantagh por muchos siglos), así como poseyendo tierras en la parroquia civil vecina de Coolcashin. También se puede referir a un distrito de la ciudad de New Ross en el Condado de Wexford. Esta rama era a su vez, una división de la rama de Polestown.

#### Miembros destacados de la familia
- Richard Butler, I vizconde Mountgarret (1500–1571)
- Edmund Butler, II vizconde Mountgarret (m. 1602)
- Richard Butler, III vizconde Mountgarret (1578–1651)
- Edmund Butler, IV vizconde Mountgarret (1595–1679)
- Edmund Butler, X vizconde Mountgarret (m. 1752)
- Edmund Butler, XI vizconde Mountgarret (1745–1793)
- Edmund Butler, I conde de Kilkenny (1771–1846)
- Henry Butler, XIII vizconde Mountgarret (1816–1900)
- Henry Butler, XIV vizconde Mountgarret (1844–1912)
- Edmund Butler, XV vizconde Mountgarret (1875–1918)
- Piers Butler, XVI vizconde Mountgarret (1903–1957)
- Richard Butler, XVII vizconde Mountgarret (1936–2004)
- Piers Butler, XVIII vizconde Mountgarret (n. 1961)

### Butlers de Cloughgrenan
El segundo hijo de James Butler, IX conde de Ormond fue Sir Edmund Butler de Cloughgrenan que ocupó tierras en Cloughgrenan (un townland cerca de Carlow). Tulleophelim (o Tullowphelim) está cerca de Tullow en Condado de Carlow. El castillo de Tulleophlim había sido construido por James Butler, IV conde de Ormond antes de 1450.

#### Miembros destacados de la familia
- Sir Edmund Butler de Cloughgrenan (c. 1531 – 1602),
- Theobald Butler, Vizconde Butler de Tulleophelim, hijo de Sir Edmund.
- Sir Thomas Butler de Cloughgrenan, I Baronet, hijo ilegítimo de Sir Edmund.
- Sir Edmund Butler de Cloughgrenan, II Baronet, hijo del I Baronet.

### Butlers de Kilcash y Thurles
El tercer hijo del noveno conde de Ormond fue John que ocupó tierras en Kilcash, cerca de Clonmel, Condado de Tipperary. Sus herederos proporcionaron cuatro herederos inmediatos al condado de Ormond cuando la línea sénior falló por carencia de descendencia masculina.

#### Miembros destacados de la familia
- John Butler de Kilcash
- Walter Butler, XI conde de Ormond, hijo de John y primer miembro de la rama de Kilcash en heredar el condado cuándo la rama sénior no produjo herederos masculinos legítimos.
- Thomas Butler, Vizconde Thurles, hijo del decimoprimer conde, falleció antes que su padre.
- James Butler, I duque de Ormonde, heredero de Thomas, nieto del decimoprimer conde.
- Thomas Butler, VI conde de Ossory, hijo del primer duque, fallecido antes que su padre.
- James Butler, II duque de Ormonde, hijo del VI conde de Ossory y nieto del primer duque.
- Charles Butler, III duque de Ormonde, hijo más joven del VI conde de Ossory.
- Richard Butler de Kilcash, hijo del Vizconde Thurles y hermano más joven del primer duque.

#### Butlers de Garryricken
Esta rama es una escisión de la rama de Kilcash. Garryricken es un townland en la baronía de Kells, Condado de Kilkenny.

##### Miembros destacados de la familia
- Walter Butler de Garryricken, primogénito deRichard Butler de Kilcash, bisnieto del decimoprimer conde.
- Coronel Thomas Butler de Garryricken, primogénito de Walter.
- John Butler, XV conde de Ormonde, hijo del Coronel Thomas, tataranieto del primer duque. Sucedió al condado (pero no al ducado) cuando el último miembro de la línea sénior de Kilcash, Charles, no produjo un heredero masculino legítimo.
- John Butler de Garryricken, segundo hijo de Walter y hermano del Coronel Thomas, sobrino nieto del primer duque.
- Walter Butler, XVI conde de Ormonde, hijo de John, retataranieto del decimoprimer Conde y primo carnal del décimo quinto Conde.

### Butlers de Duiske y Galmoye
Duiske toma su nombre de la abadía de Duiske en Graiguenamanagh, Condado de Kilkenny. Galmoy es un pueblo en la Baronía de Galmoy, al noroeste de Kilkenny. Esta rama también parte del IX conde. Su hijo más joven era James Butler de Duiske.

#### Miembros destacados de la familia
- James Butler de Duiske recibió las tierras de la Abadía tras la Disolución de los Monasterios que tuvo lugar con la Reforma inglesa. Las tierras finalmente revirtieron a su tío Thomas Butler, X conde de Ormond.
- Piers FitzThomas Butler de Duiske, hijo ilegítimo del décimo Conde.
- Edward Butler, I Vizconde Galmoye, hijo de Piers FitzThomas Butler.
- Piers Butler De Duiske, primogénito del primer vizconde.
- Edward Butler, II Vizconde Galmoye, nieto del primer vizconde.
- Piers Butler, III Vizconde Galmoye, primogénito del segundo vizconde. Fue declarado civilmente muerto y no tuvo herederos masculinos.
- Richard Butler de Galmoye, segundo hijo del segundo vizconde.
- James Butler (coronel) hijo de Richard Butler de Galmoye y nieto del segundo vizconde.
- Edmond Butler de Killoshulan, hermano del segundo vizconde.

## Árbol familiar
|  |  | Theobald Walter, I Jefe Butler de Irlanda (1165- 1206)             |                                                                    |                                                                    |                                                                    |                                                                    |                                                                    |  |  |                                                                  |                                                                  |                                                                  |                                                                  |                                                                  |                                                                  |                                            |                                            |                                                                  |                                                                  |                                                                  |                                                                  |                                                                  |                                                                  |                                             |                                             |                                                     |                                                     |                                                     |                                                     |                                                     |                                                     |                                                     |                                                     |                                                                                        |                                                                                        |                                                                                        |                                                                                        |                                                                                        |                                                                                        |                                       |                                       |                                                   |                                                   |                                                   |                                                   |                                                   |                                                   |                                               |                                               |                                                |                                                |                                                |                                                |                                                |                                                |                                               |                                               |                                               |                                               |                                               |                                               |                                               |                                               |  |  |                                                         |                                                         |                                                         |                                                         |                                                         |                                                         |  |  |                                                            |                                                            |                                                            |                                                            |                                                            |                                                            |  |  |                                                    |                                                    |                                                    |                                                    |                                                    |                                                    |  |  |  |  |  |  |  |  |  |  |  |  |  |  |  |  |  |  |  |  |  |  |  |  |  |  |  |  |  |  |  |  |  |  |  |  |  |  |  |  |  |  |  |  |  |  |  |  |  |  |  |  |  |  |  |  |  |  |  |  |
|  |  |                                                                    |                                                                    |                                                                    |                                                                    |                                                                    |                                                                    |  |  |                                                                  |                                                                  |                                                                  |                                                                  |                                                                  |                                                                  |                                            |                                            |                                                                  |                                                                  |                                                                  |                                                                  |                                                                  |                                                                  |                                             |                                             |                                                     |                                                     |                                                     |                                                     |                                                     |                                                     |                                                     |                                                     |                                                                                        |                                                                                        |                                                                                        |                                                                                        |                                                                                        |                                                                                        |                                       |                                       |                                                   |                                                   |                                                   |                                                   |                                                   |                                                   |                                               |                                               |                                                |                                                |                                                |                                                |                                                |                                                |                                               |                                               |                                               |                                               |                                               |                                               |                                               |                                               |  |  |                                                         |                                                         |                                                         |                                                         |                                                         |                                                         |  |  |                                                            |                                                            |                                                            |                                                            |                                                            |                                                            |  |  |                                                    |                                                    |                                                    |                                                    |                                                    |                                                    |  |  |  |  |  |  |  |  |  |  |  |  |  |  |  |  |  |  |  |  |  |  |  |  |  |  |  |  |  |  |  |  |  |  |  |  |  |  |  |  |  |  |  |  |  |  |  |  |  |  |  |  |  |  |  |  |  |  |  |  |
|  |  | Theobald le Botiller, II Jefe Butler de Irlanda (1201- 1230)       |                                                                    |                                                                    |                                                                    |                                                                    |                                                                    |  |  |                                                                  |                                                                  |                                                                  |                                                                  |                                                                  |                                                                  |                                            |                                            |                                                                  |                                                                  |                                                                  |                                                                  |                                                                  |                                                                  |                                             |                                             |                                                     |                                                     |                                                     |                                                     |                                                     |                                                     |                                                     |                                                     |                                                                                        |                                                                                        |                                                                                        |                                                                                        |                                                                                        |                                                                                        |                                       |                                       |                                                   |                                                   |                                                   |                                                   |                                                   |                                                   |                                               |                                               |                                                |                                                |                                                |                                                |                                                |                                                |                                               |                                               |                                               |                                               |                                               |                                               |                                               |                                               |  |  |                                                         |                                                         |                                                         |                                                         |                                                         |                                                         |  |  |                                                            |                                                            |                                                            |                                                            |                                                            |                                                            |  |  |                                                    |                                                    |                                                    |                                                    |                                                    |                                                    |  |  |  |  |  |  |  |  |  |  |  |  |  |  |  |  |  |  |  |  |  |  |  |  |  |  |  |  |  |  |  |  |  |  |  |  |  |  |  |  |  |  |  |  |  |  |  |  |  |  |  |  |  |  |  |  |  |  |  |  |
|  |  |                                                                    |                                                                    |                                                                    |                                                                    |                                                                    |                                                                    |  |  |                                                                  |                                                                  |                                                                  |                                                                  |                                                                  |                                                                  |                                            |                                            |                                                                  |                                                                  |                                                                  |                                                                  |                                                                  |                                                                  |                                             |                                             |                                                     |                                                     |                                                     |                                                     |                                                     |                                                     |                                                     |                                                     |                                                                                        |                                                                                        |                                                                                        |                                                                                        |                                                                                        |                                                                                        |                                       |                                       |                                                   |                                                   |                                                   |                                                   |                                                   |                                                   |                                               |                                               |                                                |                                                |                                                |                                                |                                                |                                                |                                               |                                               |                                               |                                               |                                               |                                               |                                               |                                               |  |  |                                                         |                                                         |                                                         |                                                         |                                                         |                                                         |  |  |                                                            |                                                            |                                                            |                                                            |                                                            |                                                            |  |  |                                                    |                                                    |                                                    |                                                    |                                                    |                                                    |  |  |  |  |  |  |  |  |  |  |  |  |  |  |  |  |  |  |  |  |  |  |  |  |  |  |  |  |  |  |  |  |  |  |  |  |  |  |  |  |  |  |  |  |  |  |  |  |  |  |  |  |  |  |  |  |  |  |  |  |
|  |  | Theobald Butler, III Jefe Butler de Irlanda (1224–1248)            |                                                                    |                                                                    |                                                                    |                                                                    |                                                                    |  |  |                                                                  |                                                                  |                                                                  |                                                                  |                                                                  |                                                                  |                                            |                                            |                                                                  |                                                                  |                                                                  |                                                                  |                                                                  |                                                                  |                                             |                                             |                                                     |                                                     |                                                     |                                                     |                                                     |                                                     |                                                     |                                                     |                                                                                        |                                                                                        |                                                                                        |                                                                                        |                                                                                        |                                                                                        |                                       |                                       |                                                   |                                                   |                                                   |                                                   |                                                   |                                                   |                                               |                                               |                                                |                                                |                                                |                                                |                                                |                                                |                                               |                                               |                                               |                                               |                                               |                                               |                                               |                                               |  |  |                                                         |                                                         |                                                         |                                                         |                                                         |                                                         |  |  |                                                            |                                                            |                                                            |                                                            |                                                            |                                                            |  |  |                                                    |                                                    |                                                    |                                                    |                                                    |                                                    |  |  |  |  |  |  |  |  |  |  |  |  |  |  |  |  |  |  |  |  |  |  |  |  |  |  |  |  |  |  |  |  |  |  |  |  |  |  |  |  |  |  |  |  |  |  |  |  |  |  |  |  |  |  |  |  |  |  |  |  |
|  |  |                                                                    |                                                                    |                                                                    |                                                                    |                                                                    |                                                                    |  |  |                                                                  |                                                                  |                                                                  |                                                                  |                                                                  |                                                                  |                                            |                                            |                                                                  |                                                                  |                                                                  |                                                                  |                                                                  |                                                                  |                                             |                                             |                                                     |                                                     |                                                     |                                                     |                                                     |                                                     |                                                     |                                                     |                                                                                        |                                                                                        |                                                                                        |                                                                                        |                                                                                        |                                                                                        |                                       |                                       |                                                   |                                                   |                                                   |                                                   |                                                   |                                                   |                                               |                                               |                                                |                                                |                                                |                                                |                                                |                                                |                                               |                                               |                                               |                                               |                                               |                                               |                                               |                                               |  |  |                                                         |                                                         |                                                         |                                                         |                                                         |                                                         |  |  |                                                            |                                                            |                                                            |                                                            |                                                            |                                                            |  |  |                                                    |                                                    |                                                    |                                                    |                                                    |                                                    |  |  |  |  |  |  |  |  |  |  |  |  |  |  |  |  |  |  |  |  |  |  |  |  |  |  |  |  |  |  |  |  |  |  |  |  |  |  |  |  |  |  |  |  |  |  |  |  |  |  |  |  |  |  |  |  |  |  |  |  |
|  |  | Theobald Butler, IV Jefe Butler de Irlanda (1242–1285)             |                                                                    |                                                                    |                                                                    |                                                                    |                                                                    |  |  |                                                                  |                                                                  |                                                                  |                                                                  |                                                                  |                                                                  |                                            |                                            |                                                                  |                                                                  |                                                                  |                                                                  |                                                                  |                                                                  |                                             |                                             |                                                     |                                                     |                                                     |                                                     |                                                     |                                                     |                                                     |                                                     |                                                                                        |                                                                                        |                                                                                        |                                                                                        |                                                                                        |                                                                                        |                                       |                                       |                                                   |                                                   |                                                   |                                                   |                                                   |                                                   |                                               |                                               |                                                |                                                |                                                |                                                |                                                |                                                |                                               |                                               |                                               |                                               |                                               |                                               |                                               |                                               |  |  |                                                         |                                                         |                                                         |                                                         |                                                         |                                                         |  |  |                                                            |                                                            |                                                            |                                                            |                                                            |                                                            |  |  |                                                    |                                                    |                                                    |                                                    |                                                    |                                                    |  |  |  |  |  |  |  |  |  |  |  |  |  |  |  |  |  |  |  |  |  |  |  |  |  |  |  |  |  |  |  |  |  |  |  |  |  |  |  |  |  |  |  |  |  |  |  |  |  |  |  |  |  |  |  |  |  |  |  |  |
|  |  |                                                                    |                                                                    |                                                                    |                                                                    |                                                                    |                                                                    |  |  |                                                                  |                                                                  |                                                                  |                                                                  |                                                                  |                                                                  |                                            |                                            |                                                                  |                                                                  |                                                                  |                                                                  |                                                                  |                                                                  |                                             |                                             |                                                     |                                                     |                                                     |                                                     |                                                     |                                                     |                                                     |                                                     |                                                                                        |                                                                                        |                                                                                        |                                                                                        |                                                                                        |                                                                                        |                                       |                                       |                                                   |                                                   |                                                   |                                                   |                                                   |                                                   |                                               |                                               |                                                |                                                |                                                |                                                |                                                |                                                |                                               |                                               |                                               |                                               |                                               |                                               |                                               |                                               |  |  |                                                         |                                                         |                                                         |                                                         |                                                         |                                                         |  |  |                                                            |                                                            |                                                            |                                                            |                                                            |                                                            |  |  |                                                    |                                                    |                                                    |                                                    |                                                    |                                                    |  |  |  |  |  |  |  |  |  |  |  |  |  |  |  |  |  |  |  |  |  |  |  |  |  |  |  |  |  |  |  |  |  |  |  |  |  |  |  |  |  |  |  |  |  |  |  |  |  |  |  |  |  |  |  |  |  |  |  |  |
|  |  |                                                                    |                                                                    |                                                                    |                                                                    |                                                                    |                                                                    |  |  |                                                                  |                                                                  |                                                                  |                                                                  |                                                                  |                                                                  |                                            |                                            |                                                                  |                                                                  |                                                                  |                                                                  |                                                                  |                                                                  |                                             |                                             |                                                     |                                                     |                                                     |                                                     |                                                     |                                                     |                                                     |                                                     |                                                                                        |                                                                                        |                                                                                        |                                                                                        |                                                                                        |                                                                                        |                                       |                                       |                                                   |                                                   |                                                   |                                                   |                                                   |                                                   |                                               |                                               |                                                |                                                |                                                |                                                |                                                |                                                |                                               |                                               |                                               |                                               |                                               |                                               |                                               |                                               |  |  |                                                         |                                                         |                                                         |                                                         |                                                         |                                                         |  |  |                                                            |                                                            |                                                            |                                                            |                                                            |                                                            |  |  |                                                    |                                                    |                                                    |                                                    |                                                    |                                                    |  |  |  |  |  |  |  |  |  |  |  |  |  |  |  |  |  |  |  |  |  |  |  |  |  |  |  |  |  |  |  |  |  |  |  |  |  |  |  |  |  |  |  |  |  |  |  |  |  |  |  |  |  |  |  |  |  |  |  |  |
|  |  | Theobald Butler, IV Jefe Butler de Irlanda (1269–1299)             | Theobald Butler, IV Jefe Butler de Irlanda (1269–1299)             | Theobald Butler, IV Jefe Butler de Irlanda (1269–1299)             | Theobald Butler, IV Jefe Butler de Irlanda (1269–1299)             | Theobald Butler, IV Jefe Butler de Irlanda (1269–1299)             | Theobald Butler, IV Jefe Butler de Irlanda (1269–1299)             |  |  |                                                                  |                                                                  | Edmund Butler Conde de Carrick (1268–1321)                       | Edmund Butler Conde de Carrick (1268–1321)                       | Edmund Butler Conde de Carrick (1268–1321)                       | Edmund Butler Conde de Carrick (1268–1321)                       | Edmund Butler Conde de Carrick (1268–1321) | Edmund Butler Conde de Carrick (1268–1321) |                                                                  |                                                                  |                                                                  |                                                                  | Thomas Butler I Baron Dunboyne (1271- 1329)                      | Thomas Butler I Baron Dunboyne (1271- 1329)                      | Thomas Butler I Baron Dunboyne (1271- 1329) | Thomas Butler I Baron Dunboyne (1271- 1329) | Thomas Butler I Baron Dunboyne (1271- 1329)         | Thomas Butler I Baron Dunboyne (1271- 1329)         |                                                     |                                                     |                                                     |                                                     |                                                     |                                                     |                                                                                        |                                                                                        |                                                                                        |                                                                                        |                                                                                        |                                                                                        |                                       |                                       |                                                   |                                                   |                                                   |                                                   |                                                   |                                                   |                                               |                                               |                                                |                                                |                                                |                                                |                                                |                                                |                                               |                                               |                                               |                                               |                                               |                                               |                                               |                                               |  |  |                                                         |                                                         |                                                         |                                                         |                                                         |                                                         |  |  |                                                            |                                                            |                                                            |                                                            |                                                            |                                                            |  |  |                                                    |                                                    |                                                    |                                                    |                                                    |                                                    |  |  |  |  |  |  |  |  |  |  |  |  |  |  |  |  |  |  |  |  |  |  |  |  |  |  |  |  |  |  |  |  |  |  |  |  |  |  |  |  |  |  |  |  |  |  |  |  |  |  |  |  |  |  |  |  |  |  |  |  |
|  |  | Theobald Butler, IV Jefe Butler de Irlanda (1269–1299)             | Theobald Butler, IV Jefe Butler de Irlanda (1269–1299)             | Theobald Butler, IV Jefe Butler de Irlanda (1269–1299)             | Theobald Butler, IV Jefe Butler de Irlanda (1269–1299)             | Theobald Butler, IV Jefe Butler de Irlanda (1269–1299)             | Theobald Butler, IV Jefe Butler de Irlanda (1269–1299)             |  |  |                                                                  |                                                                  | Edmund Butler Conde de Carrick (1268–1321)                       | Edmund Butler Conde de Carrick (1268–1321)                       | Edmund Butler Conde de Carrick (1268–1321)                       | Edmund Butler Conde de Carrick (1268–1321)                       | Edmund Butler Conde de Carrick (1268–1321) | Edmund Butler Conde de Carrick (1268–1321) |                                                                  |                                                                  |                                                                  |                                                                  | Thomas Butler I Baron Dunboyne (1271- 1329)                      | Thomas Butler I Baron Dunboyne (1271- 1329)                      | Thomas Butler I Baron Dunboyne (1271- 1329) | Thomas Butler I Baron Dunboyne (1271- 1329) | Thomas Butler I Baron Dunboyne (1271- 1329)         | Thomas Butler I Baron Dunboyne (1271- 1329)         |                                                     |                                                     |                                                     |                                                     |                                                     |                                                     |                                                                                        |                                                                                        |                                                                                        |                                                                                        |                                                                                        |                                                                                        |                                       |                                       |                                                   |                                                   |                                                   |                                                   |                                                   |                                                   |                                               |                                               |                                                |                                                |                                                |                                                |                                                |                                                |                                               |                                               |                                               |                                               |                                               |                                               |                                               |                                               |  |  |                                                         |                                                         |                                                         |                                                         |                                                         |                                                         |  |  |                                                            |                                                            |                                                            |                                                            |                                                            |                                                            |  |  |                                                    |                                                    |                                                    |                                                    |                                                    |                                                    |  |  |  |  |  |  |  |  |  |  |  |  |  |  |  |  |  |  |  |  |  |  |  |  |  |  |  |  |  |  |  |  |  |  |  |  |  |  |  |  |  |  |  |  |  |  |  |  |  |  |  |  |  |  |  |  |  |  |  |  |
|  |  |                                                                    |                                                                    |                                                                    |                                                                    |                                                                    |                                                                    |  |  |                                                                  |                                                                  |                                                                  |                                                                  |                                                                  |                                                                  |                                            |                                            |                                                                  |                                                                  |                                                                  |                                                                  |                                                                  |                                                                  |                                             |                                             |                                                     |                                                     |                                                     |                                                     |                                                     |                                                     |                                                     |                                                     |                                                                                        |                                                                                        |                                                                                        |                                                                                        |                                                                                        |                                                                                        |                                       |                                       |                                                   |                                                   |                                                   |                                                   |                                                   |                                                   |                                               |                                               |                                                |                                                |                                                |                                                |                                                |                                                |                                               |                                               |                                               |                                               |                                               |                                               |                                               |                                               |  |  |                                                         |                                                         |                                                         |                                                         |                                                         |                                                         |  |  |                                                            |                                                            |                                                            |                                                            |                                                            |                                                            |  |  |                                                    |                                                    |                                                    |                                                    |                                                    |                                                    |  |  |  |  |  |  |  |  |  |  |  |  |  |  |  |  |  |  |  |  |  |  |  |  |  |  |  |  |  |  |  |  |  |  |  |  |  |  |  |  |  |  |  |  |  |  |  |  |  |  |  |  |  |  |  |  |  |  |  |  |
|  |  | James Butler I conde de Ormond (1305–1338)                         | James Butler I conde de Ormond (1305–1338)                         | James Butler I conde de Ormond (1305–1338)                         | James Butler I conde de Ormond (1305–1338)                         | James Butler I conde de Ormond (1305–1338)                         | James Butler I conde de Ormond (1305–1338)                         |  |  |                                                                  |                                                                  | John Butler de Clonamicklon (1305- 1330)                         | John Butler de Clonamicklon (1305- 1330)                         | John Butler de Clonamicklon (1305- 1330)                         | John Butler de Clonamicklon (1305- 1330)                         | John Butler de Clonamicklon (1305- 1330)   | John Butler de Clonamicklon (1305- 1330)   |                                                                  |                                                                  |                                                                  |                                                                  | Piers Butler II Baron Dunboyne (1294- 1370)                      | Piers Butler II Baron Dunboyne (1294- 1370)                      | Piers Butler II Baron Dunboyne (1294- 1370) | Piers Butler II Baron Dunboyne (1294- 1370) | Piers Butler II Baron Dunboyne (1294- 1370)         | Piers Butler II Baron Dunboyne (1294- 1370)         |                                                     |                                                     |                                                     |                                                     |                                                     |                                                     |                                                                                        |                                                                                        |                                                                                        |                                                                                        |                                                                                        |                                                                                        |                                       |                                       |                                                   |                                                   |                                                   |                                                   |                                                   |                                                   |                                               |                                               |                                                |                                                |                                                |                                                |                                                |                                                |                                               |                                               |                                               |                                               |                                               |                                               |                                               |                                               |  |  |                                                         |                                                         |                                                         |                                                         |                                                         |                                                         |  |  |                                                            |                                                            |                                                            |                                                            |                                                            |                                                            |  |  |                                                    |                                                    |                                                    |                                                    |                                                    |                                                    |  |  |  |  |  |  |  |  |  |  |  |  |  |  |  |  |  |  |  |  |  |  |  |  |  |  |  |  |  |  |  |  |  |  |  |  |  |  |  |  |  |  |  |  |  |  |  |  |  |  |  |  |  |  |  |  |  |  |  |  |
|  |  | James Butler I conde de Ormond (1305–1338)                         | James Butler I conde de Ormond (1305–1338)                         | James Butler I conde de Ormond (1305–1338)                         | James Butler I conde de Ormond (1305–1338)                         | James Butler I conde de Ormond (1305–1338)                         | James Butler I conde de Ormond (1305–1338)                         |  |  |                                                                  |                                                                  | John Butler de Clonamicklon (1305- 1330)                         | John Butler de Clonamicklon (1305- 1330)                         | John Butler de Clonamicklon (1305- 1330)                         | John Butler de Clonamicklon (1305- 1330)                         | John Butler de Clonamicklon (1305- 1330)   | John Butler de Clonamicklon (1305- 1330)   |                                                                  |                                                                  |                                                                  |                                                                  | Piers Butler II Baron Dunboyne (1294- 1370)                      | Piers Butler II Baron Dunboyne (1294- 1370)                      | Piers Butler II Baron Dunboyne (1294- 1370) | Piers Butler II Baron Dunboyne (1294- 1370) | Piers Butler II Baron Dunboyne (1294- 1370)         | Piers Butler II Baron Dunboyne (1294- 1370)         |                                                     |                                                     |                                                     |                                                     |                                                     |                                                     |                                                                                        |                                                                                        |                                                                                        |                                                                                        |                                                                                        |                                                                                        |                                       |                                       |                                                   |                                                   |                                                   |                                                   |                                                   |                                                   |                                               |                                               |                                                |                                                |                                                |                                                |                                                |                                                |                                               |                                               |                                               |                                               |                                               |                                               |                                               |                                               |  |  |                                                         |                                                         |                                                         |                                                         |                                                         |                                                         |  |  |                                                            |                                                            |                                                            |                                                            |                                                            |                                                            |  |  |                                                    |                                                    |                                                    |                                                    |                                                    |                                                    |  |  |  |  |  |  |  |  |  |  |  |  |  |  |  |  |  |  |  |  |  |  |  |  |  |  |  |  |  |  |  |  |  |  |  |  |  |  |  |  |  |  |  |  |  |  |  |  |  |  |  |  |  |  |  |  |  |  |  |  |
|  |  |                                                                    |                                                                    |                                                                    |                                                                    |                                                                    |                                                                    |  |  |                                                                  |                                                                  |                                                                  |                                                                  |                                                                  |                                                                  |                                            |                                            |                                                                  |                                                                  |                                                                  |                                                                  |                                                                  |                                                                  |                                             |                                             |                                                     |                                                     |                                                     |                                                     |                                                     |                                                     |                                                     |                                                     |                                                                                        |                                                                                        |                                                                                        |                                                                                        |                                                                                        |                                                                                        |                                       |                                       |                                                   |                                                   |                                                   |                                                   |                                                   |                                                   |                                               |                                               |                                                |                                                |                                                |                                                |                                                |                                                |                                               |                                               |                                               |                                               |                                               |                                               |                                               |                                               |  |  |                                                         |                                                         |                                                         |                                                         |                                                         |                                                         |  |  |                                                            |                                                            |                                                            |                                                            |                                                            |                                                            |  |  |                                                    |                                                    |                                                    |                                                    |                                                    |                                                    |  |  |  |  |  |  |  |  |  |  |  |  |  |  |  |  |  |  |  |  |  |  |  |  |  |  |  |  |  |  |  |  |  |  |  |  |  |  |  |  |  |  |  |  |  |  |  |  |  |  |  |  |  |  |  |  |  |  |  |  |
|  |  | James Butler II conde de Ormond (1331–1382)                        | James Butler II conde de Ormond (1331–1382)                        | James Butler II conde de Ormond (1331–1382)                        | James Butler II conde de Ormond (1331–1382)                        | James Butler II conde de Ormond (1331–1382)                        | James Butler II conde de Ormond (1331–1382)                        |  |  |                                                                  |                                                                  | Edmond Butler de Lismalin (1325- 1372)                           | Edmond Butler de Lismalin (1325- 1372)                           | Edmond Butler de Lismalin (1325- 1372)                           | Edmond Butler de Lismalin (1325- 1372)                           | Edmond Butler de Lismalin (1325- 1372)     | Edmond Butler de Lismalin (1325- 1372)     |                                                                  |                                                                  |                                                                  |                                                                  | Thomas Butler III Baron Dunboyne (d. 1370)                       | Thomas Butler III Baron Dunboyne (d. 1370)                       | Thomas Butler III Baron Dunboyne (d. 1370)  | Thomas Butler III Baron Dunboyne (d. 1370)  | Thomas Butler III Baron Dunboyne (d. 1370)          | Thomas Butler III Baron Dunboyne (d. 1370)          |                                                     |                                                     |                                                     |                                                     |                                                     |                                                     |                                                                                        |                                                                                        |                                                                                        |                                                                                        |                                                                                        |                                                                                        |                                       |                                       |                                                   |                                                   |                                                   |                                                   |                                                   |                                                   |                                               |                                               | William Butler IV Baron Dunboyne (d. 1406)     | William Butler IV Baron Dunboyne (d. 1406)     | William Butler IV Baron Dunboyne (d. 1406)     | William Butler IV Baron Dunboyne (d. 1406)     | William Butler IV Baron Dunboyne (d. 1406)     | William Butler IV Baron Dunboyne (d. 1406)     |                                               |                                               |                                               |                                               |                                               |                                               |                                               |                                               |  |  |                                                         |                                                         |                                                         |                                                         |                                                         |                                                         |  |  |                                                            |                                                            |                                                            |                                                            |                                                            |                                                            |  |  |                                                    |                                                    |                                                    |                                                    |                                                    |                                                    |  |  |  |  |  |  |  |  |  |  |  |  |  |  |  |  |  |  |  |  |  |  |  |  |  |  |  |  |  |  |  |  |  |  |  |  |  |  |  |  |  |  |  |  |  |  |  |  |  |  |  |  |  |  |  |  |  |  |  |  |
|  |  | James Butler II conde de Ormond (1331–1382)                        | James Butler II conde de Ormond (1331–1382)                        | James Butler II conde de Ormond (1331–1382)                        | James Butler II conde de Ormond (1331–1382)                        | James Butler II conde de Ormond (1331–1382)                        | James Butler II conde de Ormond (1331–1382)                        |  |  |                                                                  |                                                                  | Edmond Butler de Lismalin (1325- 1372)                           | Edmond Butler de Lismalin (1325- 1372)                           | Edmond Butler de Lismalin (1325- 1372)                           | Edmond Butler de Lismalin (1325- 1372)                           | Edmond Butler de Lismalin (1325- 1372)     | Edmond Butler de Lismalin (1325- 1372)     |                                                                  |                                                                  |                                                                  |                                                                  | Thomas Butler III Baron Dunboyne (d. 1370)                       | Thomas Butler III Baron Dunboyne (d. 1370)                       | Thomas Butler III Baron Dunboyne (d. 1370)  | Thomas Butler III Baron Dunboyne (d. 1370)  | Thomas Butler III Baron Dunboyne (d. 1370)          | Thomas Butler III Baron Dunboyne (d. 1370)          |                                                     |                                                     |                                                     |                                                     |                                                     |                                                     |                                                                                        |                                                                                        |                                                                                        |                                                                                        |                                                                                        |                                                                                        |                                       |                                       |                                                   |                                                   |                                                   |                                                   |                                                   |                                                   |                                               |                                               | William Butler IV Baron Dunboyne (d. 1406)     | William Butler IV Baron Dunboyne (d. 1406)     | William Butler IV Baron Dunboyne (d. 1406)     | William Butler IV Baron Dunboyne (d. 1406)     | William Butler IV Baron Dunboyne (d. 1406)     | William Butler IV Baron Dunboyne (d. 1406)     |                                               |                                               |                                               |                                               |                                               |                                               |                                               |                                               |  |  |                                                         |                                                         |                                                         |                                                         |                                                         |                                                         |  |  |                                                            |                                                            |                                                            |                                                            |                                                            |                                                            |  |  |                                                    |                                                    |                                                    |                                                    |                                                    |                                                    |  |  |  |  |  |  |  |  |  |  |  |  |  |  |  |  |  |  |  |  |  |  |  |  |  |  |  |  |  |  |  |  |  |  |  |  |  |  |  |  |  |  |  |  |  |  |  |  |  |  |  |  |  |  |  |  |  |  |  |  |
|  |  |                                                                    |                                                                    |                                                                    |                                                                    |                                                                    |                                                                    |  |  |                                                                  |                                                                  |                                                                  |                                                                  |                                                                  |                                                                  |                                            |                                            |                                                                  |                                                                  |                                                                  |                                                                  |                                                                  |                                                                  |                                             |                                             |                                                     |                                                     |                                                     |                                                     |                                                     |                                                     |                                                     |                                                     |                                                                                        |                                                                                        |                                                                                        |                                                                                        |                                                                                        |                                                                                        |                                       |                                       |                                                   |                                                   |                                                   |                                                   |                                                   |                                                   |                                               |                                               |                                                |                                                |                                                |                                                |                                                |                                                |                                               |                                               |                                               |                                               |                                               |                                               |                                               |                                               |  |  |                                                         |                                                         |                                                         |                                                         |                                                         |                                                         |  |  |                                                            |                                                            |                                                            |                                                            |                                                            |                                                            |  |  |                                                    |                                                    |                                                    |                                                    |                                                    |                                                    |  |  |  |  |  |  |  |  |  |  |  |  |  |  |  |  |  |  |  |  |  |  |  |  |  |  |  |  |  |  |  |  |  |  |  |  |  |  |  |  |  |  |  |  |  |  |  |  |  |  |  |  |  |  |  |  |  |  |  |  |
|  |  | James Butler III conde de Ormond (1362-1405)                       | James Butler III conde de Ormond (1362-1405)                       | James Butler III conde de Ormond (1362-1405)                       | James Butler III conde de Ormond (1362-1405)                       | James Butler III conde de Ormond (1362-1405)                       | James Butler III conde de Ormond (1362-1405)                       |  |  |                                                                  |                                                                  |                                                                  |                                                                  |                                                                  |                                                                  |                                            |                                            |                                                                  |                                                                  |                                                                  |                                                                  |                                                                  |                                                                  |                                             |                                             |                                                     |                                                     |                                                     |                                                     |                                                     |                                                     |                                                     |                                                     |                                                                                        |                                                                                        |                                                                                        |                                                                                        | James Butler de Lismalin (1361- 1405)                                                  | James Butler de Lismalin (1361- 1405)                                                  | James Butler de Lismalin (1361- 1405) | James Butler de Lismalin (1361- 1405) | James Butler de Lismalin (1361- 1405)             | James Butler de Lismalin (1361- 1405)             |                                                   |                                                   |                                                   |                                                   |                                               |                                               | Pierce Butler V Baron Dunboyne (d. 1415)       | Pierce Butler V Baron Dunboyne (d. 1415)       | Pierce Butler V Baron Dunboyne (d. 1415)       | Pierce Butler V Baron Dunboyne (d. 1415)       | Pierce Butler V Baron Dunboyne (d. 1415)       | Pierce Butler V Baron Dunboyne (d. 1415)       |                                               |                                               | Edmond Butler VI Baron Dunboyne (d. 1419)     | Edmond Butler VI Baron Dunboyne (d. 1419)     | Edmond Butler VI Baron Dunboyne (d. 1419)     | Edmond Butler VI Baron Dunboyne (d. 1419)     | Edmond Butler VI Baron Dunboyne (d. 1419)     | Edmond Butler VI Baron Dunboyne (d. 1419)     |  |  | James Butler VII Baron Dunboyne (d. 1445)               | James Butler VII Baron Dunboyne (d. 1445)               | James Butler VII Baron Dunboyne (d. 1445)               | James Butler VII Baron Dunboyne (d. 1445)               | James Butler VII Baron Dunboyne (d. 1445)               | James Butler VII Baron Dunboyne (d. 1445)               |  |  |                                                            |                                                            |                                                            |                                                            |                                                            |                                                            |  |  |                                                    |                                                    |                                                    |                                                    |                                                    |                                                    |  |  |  |  |  |  |  |  |  |  |  |  |  |  |  |  |  |  |  |  |  |  |  |  |  |  |  |  |  |  |  |  |  |  |  |  |  |  |  |  |  |  |  |  |  |  |  |  |  |  |  |  |  |  |  |  |  |  |  |  |
|  |  | James Butler III conde de Ormond (1362-1405)                       | James Butler III conde de Ormond (1362-1405)                       | James Butler III conde de Ormond (1362-1405)                       | James Butler III conde de Ormond (1362-1405)                       | James Butler III conde de Ormond (1362-1405)                       | James Butler III conde de Ormond (1362-1405)                       |  |  |                                                                  |                                                                  |                                                                  |                                                                  |                                                                  |                                                                  |                                            |                                            |                                                                  |                                                                  |                                                                  |                                                                  |                                                                  |                                                                  |                                             |                                             |                                                     |                                                     |                                                     |                                                     |                                                     |                                                     |                                                     |                                                     |                                                                                        |                                                                                        |                                                                                        |                                                                                        | James Butler de Lismalin (1361- 1405)                                                  | James Butler de Lismalin (1361- 1405)                                                  | James Butler de Lismalin (1361- 1405) | James Butler de Lismalin (1361- 1405) | James Butler de Lismalin (1361- 1405)             | James Butler de Lismalin (1361- 1405)             |                                                   |                                                   |                                                   |                                                   |                                               |                                               | Pierce Butler V Baron Dunboyne (d. 1415)       | Pierce Butler V Baron Dunboyne (d. 1415)       | Pierce Butler V Baron Dunboyne (d. 1415)       | Pierce Butler V Baron Dunboyne (d. 1415)       | Pierce Butler V Baron Dunboyne (d. 1415)       | Pierce Butler V Baron Dunboyne (d. 1415)       |                                               |                                               | Edmond Butler VI Baron Dunboyne (d. 1419)     | Edmond Butler VI Baron Dunboyne (d. 1419)     | Edmond Butler VI Baron Dunboyne (d. 1419)     | Edmond Butler VI Baron Dunboyne (d. 1419)     | Edmond Butler VI Baron Dunboyne (d. 1419)     | Edmond Butler VI Baron Dunboyne (d. 1419)     |  |  | James Butler VII Baron Dunboyne (d. 1445)               | James Butler VII Baron Dunboyne (d. 1445)               | James Butler VII Baron Dunboyne (d. 1445)               | James Butler VII Baron Dunboyne (d. 1445)               | James Butler VII Baron Dunboyne (d. 1445)               | James Butler VII Baron Dunboyne (d. 1445)               |  |  |                                                            |                                                            |                                                            |                                                            |                                                            |                                                            |  |  |                                                    |                                                    |                                                    |                                                    |                                                    |                                                    |  |  |  |  |  |  |  |  |  |  |  |  |  |  |  |  |  |  |  |  |  |  |  |  |  |  |  |  |  |  |  |  |  |  |  |  |  |  |  |  |  |  |  |  |  |  |  |  |  |  |  |  |  |  |  |  |  |  |  |  |
|  |  |                                                                    |                                                                    |                                                                    |                                                                    |                                                                    |                                                                    |  |  |                                                                  |                                                                  |                                                                  |                                                                  |                                                                  |                                                                  |                                            |                                            |                                                                  |                                                                  |                                                                  |                                                                  |                                                                  |                                                                  |                                             |                                             |                                                     |                                                     |                                                     |                                                     |                                                     |                                                     |                                                     |                                                     |                                                                                        |                                                                                        |                                                                                        |                                                                                        |                                                                                        |                                                                                        |                                       |                                       |                                                   |                                                   |                                                   |                                                   |                                                   |                                                   |                                               |                                               |                                                |                                                |                                                |                                                |                                                |                                                |                                               |                                               |                                               |                                               |                                               |                                               |                                               |                                               |  |  |                                                         |                                                         |                                                         |                                                         |                                                         |                                                         |  |  |                                                            |                                                            |                                                            |                                                            |                                                            |                                                            |  |  |                                                    |                                                    |                                                    |                                                    |                                                    |                                                    |  |  |  |  |  |  |  |  |  |  |  |  |  |  |  |  |  |  |  |  |  |  |  |  |  |  |  |  |  |  |  |  |  |  |  |  |  |  |  |  |  |  |  |  |  |  |  |  |  |  |  |  |  |  |  |  |  |  |  |  |
|  |  | James Butler IV Conde de Ormond (1393–1452)                        | James Butler IV Conde de Ormond (1393–1452)                        | James Butler IV Conde de Ormond (1393–1452)                        | James Butler IV Conde de Ormond (1393–1452)                        | James Butler IV Conde de Ormond (1393–1452)                        | James Butler IV Conde de Ormond (1393–1452)                        |  |  |                                                                  |                                                                  |                                                                  |                                                                  |                                                                  |                                                                  |                                            |                                            |                                                                  |                                                                  |                                                                  |                                                                  |                                                                  |                                                                  |                                             |                                             |                                                     |                                                     | Richard Butler de Poletown (1396-1443)              | Richard Butler de Poletown (1396-1443)              | Richard Butler de Poletown (1396-1443)              | Richard Butler de Poletown (1396-1443)              | Richard Butler de Poletown (1396-1443)              | Richard Butler de Poletown (1396-1443)              |                                                                                        |                                                                                        |                                                                                        |                                                                                        |                                                                                        |                                                                                        |                                       |                                       |                                                   |                                                   |                                                   |                                                   |                                                   |                                                   |                                               |                                               |                                                |                                                |                                                |                                                |                                                |                                                |                                               |                                               | James Butler (1400-1434)                      | James Butler (1400-1434)                      | James Butler (1400-1434)                      | James Butler (1400-1434)                      | James Butler (1400-1434)                      | James Butler (1400-1434)                      |  |  | Edmond Butler VIII Baron Dunboyne (d. 1498)             | Edmond Butler VIII Baron Dunboyne (d. 1498)             | Edmond Butler VIII Baron Dunboyne (d. 1498)             | Edmond Butler VIII Baron Dunboyne (d. 1498)             | Edmond Butler VIII Baron Dunboyne (d. 1498)             | Edmond Butler VIII Baron Dunboyne (d. 1498)             |  |  |                                                            |                                                            |                                                            |                                                            |                                                            |                                                            |  |  |                                                    |                                                    |                                                    |                                                    |                                                    |                                                    |  |  |  |  |  |  |  |  |  |  |  |  |  |  |  |  |  |  |  |  |  |  |  |  |  |  |  |  |  |  |  |  |  |  |  |  |  |  |  |  |  |  |  |  |  |  |  |  |  |  |  |  |  |  |  |  |  |  |  |  |
|  |  | James Butler IV Conde de Ormond (1393–1452)                        | James Butler IV Conde de Ormond (1393–1452)                        | James Butler IV Conde de Ormond (1393–1452)                        | James Butler IV Conde de Ormond (1393–1452)                        | James Butler IV Conde de Ormond (1393–1452)                        | James Butler IV Conde de Ormond (1393–1452)                        |  |  |                                                                  |                                                                  |                                                                  |                                                                  |                                                                  |                                                                  |                                            |                                            |                                                                  |                                                                  |                                                                  |                                                                  |                                                                  |                                                                  |                                             |                                             |                                                     |                                                     | Richard Butler de Poletown (1396-1443)              | Richard Butler de Poletown (1396-1443)              | Richard Butler de Poletown (1396-1443)              | Richard Butler de Poletown (1396-1443)              | Richard Butler de Poletown (1396-1443)              | Richard Butler de Poletown (1396-1443)              |                                                                                        |                                                                                        |                                                                                        |                                                                                        |                                                                                        |                                                                                        |                                       |                                       |                                                   |                                                   |                                                   |                                                   |                                                   |                                                   |                                               |                                               |                                                |                                                |                                                |                                                |                                                |                                                |                                               |                                               | James Butler (1400-1434)                      | James Butler (1400-1434)                      | James Butler (1400-1434)                      | James Butler (1400-1434)                      | James Butler (1400-1434)                      | James Butler (1400-1434)                      |  |  | Edmond Butler VIII Baron Dunboyne (d. 1498)             | Edmond Butler VIII Baron Dunboyne (d. 1498)             | Edmond Butler VIII Baron Dunboyne (d. 1498)             | Edmond Butler VIII Baron Dunboyne (d. 1498)             | Edmond Butler VIII Baron Dunboyne (d. 1498)             | Edmond Butler VIII Baron Dunboyne (d. 1498)             |  |  |                                                            |                                                            |                                                            |                                                            |                                                            |                                                            |  |  |                                                    |                                                    |                                                    |                                                    |                                                    |                                                    |  |  |  |  |  |  |  |  |  |  |  |  |  |  |  |  |  |  |  |  |  |  |  |  |  |  |  |  |  |  |  |  |  |  |  |  |  |  |  |  |  |  |  |  |  |  |  |  |  |  |  |  |  |  |  |  |  |  |  |  |
|  |  |                                                                    |                                                                    |                                                                    |                                                                    |                                                                    |                                                                    |  |  |                                                                  |                                                                  |                                                                  |                                                                  |                                                                  |                                                                  |                                            |                                            |                                                                  |                                                                  |                                                                  |                                                                  |                                                                  |                                                                  |                                             |                                             |                                                     |                                                     |                                                     |                                                     |                                                     |                                                     |                                                     |                                                     |                                                                                        |                                                                                        |                                                                                        |                                                                                        |                                                                                        |                                                                                        |                                       |                                       |                                                   |                                                   |                                                   |                                                   |                                                   |                                                   |                                               |                                               |                                                |                                                |                                                |                                                |                                                |                                                |                                               |                                               |                                               |                                               |                                               |                                               |                                               |                                               |  |  |                                                         |                                                         |                                                         |                                                         |                                                         |                                                         |  |  |                                                            |                                                            |                                                            |                                                            |                                                            |                                                            |  |  |                                                    |                                                    |                                                    |                                                    |                                                    |                                                    |  |  |  |  |  |  |  |  |  |  |  |  |  |  |  |  |  |  |  |  |  |  |  |  |  |  |  |  |  |  |  |  |  |  |  |  |  |  |  |  |  |  |  |  |  |  |  |  |  |  |  |  |  |  |  |  |  |  |  |  |
|  |  | James Butler V Conde de Ormond (1420–1461)                         | James Butler V Conde de Ormond (1420–1461)                         | James Butler V Conde de Ormond (1420–1461)                         | James Butler V Conde de Ormond (1420–1461)                         | James Butler V Conde de Ormond (1420–1461)                         | James Butler V Conde de Ormond (1420–1461)                         |  |  | John Butler VI Conde de Ormond (1422-1476)                       | John Butler VI Conde de Ormond (1422-1476)                       | John Butler VI Conde de Ormond (1422-1476)                       | John Butler VI Conde de Ormond (1422-1476)                       | John Butler VI Conde de Ormond (1422-1476)                       | John Butler VI Conde de Ormond (1422-1476)                       |                                            |                                            | Thomas Butler VII Conde de Ormond (1426–1515)                    | Thomas Butler VII Conde de Ormond (1426–1515)                    | Thomas Butler VII Conde de Ormond (1426–1515)                    | Thomas Butler VII Conde de Ormond (1426–1515)                    | Thomas Butler VII Conde de Ormond (1426–1515)                    | Thomas Butler VII Conde de Ormond (1426–1515)                    |                                             |                                             |                                                     |                                                     | Edmund MacRichard Butler (1420-1464)                | Edmund MacRichard Butler (1420-1464)                | Edmund MacRichard Butler (1420-1464)                | Edmund MacRichard Butler (1420-1464)                | Edmund MacRichard Butler (1420-1464)                | Edmund MacRichard Butler (1420-1464)                |                                                                                        |                                                                                        |                                                                                        |                                                                                        |                                                                                        |                                                                                        |                                       |                                       |                                                   |                                                   |                                                   |                                                   |                                                   |                                                   |                                               |                                               |                                                |                                                |                                                |                                                |                                                |                                                |                                               |                                               | Pierce Butler (1425-1526)                     | Pierce Butler (1425-1526)                     | Pierce Butler (1425-1526)                     | Pierce Butler (1425-1526)                     | Pierce Butler (1425-1526)                     | Pierce Butler (1425-1526)                     |  |  | James Butler IX Baron Dunboyne (d. 1508)                | James Butler IX Baron Dunboyne (d. 1508)                | James Butler IX Baron Dunboyne (d. 1508)                | James Butler IX Baron Dunboyne (d. 1508)                | James Butler IX Baron Dunboyne (d. 1508)                | James Butler IX Baron Dunboyne (d. 1508)                |  |  |                                                            |                                                            |                                                            |                                                            |                                                            |                                                            |  |  |                                                    |                                                    |                                                    |                                                    |                                                    |                                                    |  |  |  |  |  |  |  |  |  |  |  |  |  |  |  |  |  |  |  |  |  |  |  |  |  |  |  |  |  |  |  |  |  |  |  |  |  |  |  |  |  |  |  |  |  |  |  |  |  |  |  |  |  |  |  |  |  |  |  |  |
|  |  | James Butler V Conde de Ormond (1420–1461)                         | James Butler V Conde de Ormond (1420–1461)                         | James Butler V Conde de Ormond (1420–1461)                         | James Butler V Conde de Ormond (1420–1461)                         | James Butler V Conde de Ormond (1420–1461)                         | James Butler V Conde de Ormond (1420–1461)                         |  |  | John Butler VI Conde de Ormond (1422-1476)                       | John Butler VI Conde de Ormond (1422-1476)                       | John Butler VI Conde de Ormond (1422-1476)                       | John Butler VI Conde de Ormond (1422-1476)                       | John Butler VI Conde de Ormond (1422-1476)                       | John Butler VI Conde de Ormond (1422-1476)                       |                                            |                                            | Thomas Butler VII Conde de Ormond (1426–1515)                    | Thomas Butler VII Conde de Ormond (1426–1515)                    | Thomas Butler VII Conde de Ormond (1426–1515)                    | Thomas Butler VII Conde de Ormond (1426–1515)                    | Thomas Butler VII Conde de Ormond (1426–1515)                    | Thomas Butler VII Conde de Ormond (1426–1515)                    |                                             |                                             |                                                     |                                                     | Edmund MacRichard Butler (1420-1464)                | Edmund MacRichard Butler (1420-1464)                | Edmund MacRichard Butler (1420-1464)                | Edmund MacRichard Butler (1420-1464)                | Edmund MacRichard Butler (1420-1464)                | Edmund MacRichard Butler (1420-1464)                |                                                                                        |                                                                                        |                                                                                        |                                                                                        |                                                                                        |                                                                                        |                                       |                                       |                                                   |                                                   |                                                   |                                                   |                                                   |                                                   |                                               |                                               |                                                |                                                |                                                |                                                |                                                |                                                |                                               |                                               | Pierce Butler (1425-1526)                     | Pierce Butler (1425-1526)                     | Pierce Butler (1425-1526)                     | Pierce Butler (1425-1526)                     | Pierce Butler (1425-1526)                     | Pierce Butler (1425-1526)                     |  |  | James Butler IX Baron Dunboyne (d. 1508)                | James Butler IX Baron Dunboyne (d. 1508)                | James Butler IX Baron Dunboyne (d. 1508)                | James Butler IX Baron Dunboyne (d. 1508)                | James Butler IX Baron Dunboyne (d. 1508)                | James Butler IX Baron Dunboyne (d. 1508)                |  |  |                                                            |                                                            |                                                            |                                                            |                                                            |                                                            |  |  |                                                    |                                                    |                                                    |                                                    |                                                    |                                                    |  |  |  |  |  |  |  |  |  |  |  |  |  |  |  |  |  |  |  |  |  |  |  |  |  |  |  |  |  |  |  |  |  |  |  |  |  |  |  |  |  |  |  |  |  |  |  |  |  |  |  |  |  |  |  |  |  |  |  |  |
|  |  |                                                                    |                                                                    |                                                                    |                                                                    |                                                                    |                                                                    |  |  |                                                                  |                                                                  |                                                                  |                                                                  |                                                                  |                                                                  |                                            |                                            |                                                                  |                                                                  |                                                                  |                                                                  |                                                                  |                                                                  |                                             |                                             |                                                     |                                                     |                                                     |                                                     |                                                     |                                                     |                                                     |                                                     |                                                                                        |                                                                                        |                                                                                        |                                                                                        |                                                                                        |                                                                                        |                                       |                                       |                                                   |                                                   |                                                   |                                                   |                                                   |                                                   |                                               |                                               |                                                |                                                |                                                |                                                |                                                |                                                |                                               |                                               |                                               |                                               |                                               |                                               |                                               |                                               |  |  |                                                         |                                                         |                                                         |                                                         |                                                         |                                                         |  |  |                                                            |                                                            |                                                            |                                                            |                                                            |                                                            |  |  |                                                    |                                                    |                                                    |                                                    |                                                    |                                                    |  |  |  |  |  |  |  |  |  |  |  |  |  |  |  |  |  |  |  |  |  |  |  |  |  |  |  |  |  |  |  |  |  |  |  |  |  |  |  |  |  |  |  |  |  |  |  |  |  |  |  |  |  |  |  |  |  |  |  |  |
|  |  | James Butler (d. 1487)                                             | James Butler (d. 1487)                                             | James Butler (d. 1487)                                             | James Butler (d. 1487)                                             | James Butler (d. 1487)                                             | James Butler (d. 1487)                                             |  |  |                                                                  |                                                                  |                                                                  |                                                                  |                                                                  |                                                                  |                                            |                                            |                                                                  |                                                                  |                                                                  |                                                                  |                                                                  |                                                                  |                                             |                                             |                                                     |                                                     |                                                     |                                                     |                                                     |                                                     |                                                     |                                                     |                                                                                        |                                                                                        |                                                                                        |                                                                                        | Walter Butler de Polestown                                                             | Walter Butler de Polestown                                                             | Walter Butler de Polestown            | Walter Butler de Polestown            | Walter Butler de Polestown                        | Walter Butler de Polestown                        |                                                   |                                                   |                                                   |                                                   |                                               |                                               |                                                |                                                |                                                |                                                |                                                |                                                |                                               |                                               | James Butler (1473-1538)                      | James Butler (1473-1538)                      | James Butler (1473-1538)                      | James Butler (1473-1538)                      | James Butler (1473-1538)                      | James Butler (1473-1538)                      |  |  | James Butler X Baron Dunboyne (d. 1538)                 | James Butler X Baron Dunboyne (d. 1538)                 | James Butler X Baron Dunboyne (d. 1538)                 | James Butler X Baron Dunboyne (d. 1538)                 | James Butler X Baron Dunboyne (d. 1538)                 | James Butler X Baron Dunboyne (d. 1538)                 |  |  |                                                            |                                                            |                                                            |                                                            |                                                            |                                                            |  |  |                                                    |                                                    |                                                    |                                                    |                                                    |                                                    |  |  |  |  |  |  |  |  |  |  |  |  |  |  |  |  |  |  |  |  |  |  |  |  |  |  |  |  |  |  |  |  |  |  |  |  |  |  |  |  |  |  |  |  |  |  |  |  |  |  |  |  |  |  |  |  |  |  |  |  |
|  |  | James Butler (d. 1487)                                             | James Butler (d. 1487)                                             | James Butler (d. 1487)                                             | James Butler (d. 1487)                                             | James Butler (d. 1487)                                             | James Butler (d. 1487)                                             |  |  |                                                                  |                                                                  |                                                                  |                                                                  |                                                                  |                                                                  |                                            |                                            |                                                                  |                                                                  |                                                                  |                                                                  |                                                                  |                                                                  |                                             |                                             |                                                     |                                                     |                                                     |                                                     |                                                     |                                                     |                                                     |                                                     |                                                                                        |                                                                                        |                                                                                        |                                                                                        | Walter Butler de Polestown                                                             | Walter Butler de Polestown                                                             | Walter Butler de Polestown            | Walter Butler de Polestown            | Walter Butler de Polestown                        | Walter Butler de Polestown                        |                                                   |                                                   |                                                   |                                                   |                                               |                                               |                                                |                                                |                                                |                                                |                                                |                                                |                                               |                                               | James Butler (1473-1538)                      | James Butler (1473-1538)                      | James Butler (1473-1538)                      | James Butler (1473-1538)                      | James Butler (1473-1538)                      | James Butler (1473-1538)                      |  |  | James Butler X Baron Dunboyne (d. 1538)                 | James Butler X Baron Dunboyne (d. 1538)                 | James Butler X Baron Dunboyne (d. 1538)                 | James Butler X Baron Dunboyne (d. 1538)                 | James Butler X Baron Dunboyne (d. 1538)                 | James Butler X Baron Dunboyne (d. 1538)                 |  |  |                                                            |                                                            |                                                            |                                                            |                                                            |                                                            |  |  |                                                    |                                                    |                                                    |                                                    |                                                    |                                                    |  |  |  |  |  |  |  |  |  |  |  |  |  |  |  |  |  |  |  |  |  |  |  |  |  |  |  |  |  |  |  |  |  |  |  |  |  |  |  |  |  |  |  |  |  |  |  |  |  |  |  |  |  |  |  |  |  |  |  |  |
|  |  | Piers Butler VIII Conde de Ormond I Conde de Ossory (1467–1539)    | Piers Butler VIII Conde de Ormond I Conde de Ossory (1467–1539)    | Piers Butler VIII Conde de Ormond I Conde de Ossory (1467–1539)    | Piers Butler VIII Conde de Ormond I Conde de Ossory (1467–1539)    | Piers Butler VIII Conde de Ormond I Conde de Ossory (1467–1539)    | Piers Butler VIII Conde de Ormond I Conde de Ossory (1467–1539)    |  |  |                                                                  |                                                                  |                                                                  |                                                                  |                                                                  |                                                                  |                                            |                                            |                                                                  |                                                                  |                                                                  |                                                                  |                                                                  |                                                                  |                                             |                                             |                                                     |                                                     |                                                     |                                                     |                                                     |                                                     |                                                     |                                                     |                                                                                        |                                                                                        |                                                                                        |                                                                                        | Edmond Butler de Poletown                                                              | Edmond Butler de Poletown                                                              | Edmond Butler de Poletown             | Edmond Butler de Poletown             | Edmond Butler de Poletown                         | Edmond Butler de Poletown                         |                                                   |                                                   |                                                   |                                                   |                                               |                                               |                                                |                                                |                                                |                                                |                                                |                                                |                                               |                                               | Piers Butler (1521-1578)                      | Piers Butler (1521-1578)                      | Piers Butler (1521-1578)                      | Piers Butler (1521-1578)                      | Piers Butler (1521-1578)                      | Piers Butler (1521-1578)                      |  |  | Edmund Butler I/XI Baron Dunboyne (d. 1567)             | Edmund Butler I/XI Baron Dunboyne (d. 1567)             | Edmund Butler I/XI Baron Dunboyne (d. 1567)             | Edmund Butler I/XI Baron Dunboyne (d. 1567)             | Edmund Butler I/XI Baron Dunboyne (d. 1567)             | Edmund Butler I/XI Baron Dunboyne (d. 1567)             |  |  |                                                            |                                                            |                                                            |                                                            |                                                            |                                                            |  |  |                                                    |                                                    |                                                    |                                                    |                                                    |                                                    |  |  |  |  |  |  |  |  |  |  |  |  |  |  |  |  |  |  |  |  |  |  |  |  |  |  |  |  |  |  |  |  |  |  |  |  |  |  |  |  |  |  |  |  |  |  |  |  |  |  |  |  |  |  |  |  |  |  |  |  |
|  |  | Piers Butler VIII Conde de Ormond I Conde de Ossory (1467–1539)    | Piers Butler VIII Conde de Ormond I Conde de Ossory (1467–1539)    | Piers Butler VIII Conde de Ormond I Conde de Ossory (1467–1539)    | Piers Butler VIII Conde de Ormond I Conde de Ossory (1467–1539)    | Piers Butler VIII Conde de Ormond I Conde de Ossory (1467–1539)    | Piers Butler VIII Conde de Ormond I Conde de Ossory (1467–1539)    |  |  |                                                                  |                                                                  |                                                                  |                                                                  |                                                                  |                                                                  |                                            |                                            |                                                                  |                                                                  |                                                                  |                                                                  |                                                                  |                                                                  |                                             |                                             |                                                     |                                                     |                                                     |                                                     |                                                     |                                                     |                                                     |                                                     |                                                                                        |                                                                                        |                                                                                        |                                                                                        | Edmond Butler de Poletown                                                              | Edmond Butler de Poletown                                                              | Edmond Butler de Poletown             | Edmond Butler de Poletown             | Edmond Butler de Poletown                         | Edmond Butler de Poletown                         |                                                   |                                                   |                                                   |                                                   |                                               |                                               |                                                |                                                |                                                |                                                |                                                |                                                |                                               |                                               | Piers Butler (1521-1578)                      | Piers Butler (1521-1578)                      | Piers Butler (1521-1578)                      | Piers Butler (1521-1578)                      | Piers Butler (1521-1578)                      | Piers Butler (1521-1578)                      |  |  | Edmund Butler I/XI Baron Dunboyne (d. 1567)             | Edmund Butler I/XI Baron Dunboyne (d. 1567)             | Edmund Butler I/XI Baron Dunboyne (d. 1567)             | Edmund Butler I/XI Baron Dunboyne (d. 1567)             | Edmund Butler I/XI Baron Dunboyne (d. 1567)             | Edmund Butler I/XI Baron Dunboyne (d. 1567)             |  |  |                                                            |                                                            |                                                            |                                                            |                                                            |                                                            |  |  |                                                    |                                                    |                                                    |                                                    |                                                    |                                                    |  |  |  |  |  |  |  |  |  |  |  |  |  |  |  |  |  |  |  |  |  |  |  |  |  |  |  |  |  |  |  |  |  |  |  |  |  |  |  |  |  |  |  |  |  |  |  |  |  |  |  |  |  |  |  |  |  |  |  |  |
|  |  |                                                                    |                                                                    |                                                                    |                                                                    |                                                                    |                                                                    |  |  |                                                                  |                                                                  |                                                                  |                                                                  |                                                                  |                                                                  |                                            |                                            |                                                                  |                                                                  |                                                                  |                                                                  |                                                                  |                                                                  |                                             |                                             |                                                     |                                                     |                                                     |                                                     |                                                     |                                                     |                                                     |                                                     |                                                                                        |                                                                                        |                                                                                        |                                                                                        |                                                                                        |                                                                                        |                                       |                                       |                                                   |                                                   |                                                   |                                                   |                                                   |                                                   |                                               |                                               |                                                |                                                |                                                |                                                |                                                |                                                |                                               |                                               |                                               |                                               |                                               |                                               |                                               |                                               |  |  |                                                         |                                                         |                                                         |                                                         |                                                         |                                                         |  |  |                                                            |                                                            |                                                            |                                                            |                                                            |                                                            |  |  |                                                    |                                                    |                                                    |                                                    |                                                    |                                                    |  |  |  |  |  |  |  |  |  |  |  |  |  |  |  |  |  |  |  |  |  |  |  |  |  |  |  |  |  |  |  |  |  |  |  |  |  |  |  |  |  |  |  |  |  |  |  |  |  |  |  |  |  |  |  |  |  |  |  |  |
|  |  | James Butler IX conde de Ormond II conde de Ossory (1496–1546)     | James Butler IX conde de Ormond II conde de Ossory (1496–1546)     | James Butler IX conde de Ormond II conde de Ossory (1496–1546)     | James Butler IX conde de Ormond II conde de Ossory (1496–1546)     | James Butler IX conde de Ormond II conde de Ossory (1496–1546)     | James Butler IX conde de Ormond II conde de Ossory (1496–1546)     |  |  |                                                                  |                                                                  |                                                                  |                                                                  |                                                                  |                                                                  |                                            |                                            |                                                                  |                                                                  |                                                                  |                                                                  |                                                                  |                                                                  |                                             |                                             |                                                     |                                                     | Richard Butler I vizconde Mountgarret (1500–1571)   | Richard Butler I vizconde Mountgarret (1500–1571)   | Richard Butler I vizconde Mountgarret (1500–1571)   | Richard Butler I vizconde Mountgarret (1500–1571)   | Richard Butler I vizconde Mountgarret (1500–1571)   | Richard Butler I vizconde Mountgarret (1500–1571)   |                                                                                        |                                                                                        |                                                                                        |                                                                                        | Walter Butler de Poletown                                                              | Walter Butler de Poletown                                                              | Walter Butler de Poletown             | Walter Butler de Poletown             | Walter Butler de Poletown                         | Walter Butler de Poletown                         |                                                   |                                                   |                                                   |                                                   |                                               |                                               |                                                |                                                |                                                |                                                |                                                |                                                |                                               |                                               | James Butler (d. 1601)                        | James Butler (d. 1601)                        | James Butler (d. 1601)                        | James Butler (d. 1601)                        | James Butler (d. 1601)                        | James Butler (d. 1601)                        |  |  | James Butler II/XII Baron Dunboyne (1547–1625)          | James Butler II/XII Baron Dunboyne (1547–1625)          | James Butler II/XII Baron Dunboyne (1547–1625)          | James Butler II/XII Baron Dunboyne (1547–1625)          | James Butler II/XII Baron Dunboyne (1547–1625)          | James Butler II/XII Baron Dunboyne (1547–1625)          |  |  |                                                            |                                                            |                                                            |                                                            |                                                            |                                                            |  |  |                                                    |                                                    |                                                    |                                                    |                                                    |                                                    |  |  |  |  |  |  |  |  |  |  |  |  |  |  |  |  |  |  |  |  |  |  |  |  |  |  |  |  |  |  |  |  |  |  |  |  |  |  |  |  |  |  |  |  |  |  |  |  |  |  |  |  |  |  |  |  |  |  |  |  |
|  |  | James Butler IX conde de Ormond II conde de Ossory (1496–1546)     | James Butler IX conde de Ormond II conde de Ossory (1496–1546)     | James Butler IX conde de Ormond II conde de Ossory (1496–1546)     | James Butler IX conde de Ormond II conde de Ossory (1496–1546)     | James Butler IX conde de Ormond II conde de Ossory (1496–1546)     | James Butler IX conde de Ormond II conde de Ossory (1496–1546)     |  |  |                                                                  |                                                                  |                                                                  |                                                                  |                                                                  |                                                                  |                                            |                                            |                                                                  |                                                                  |                                                                  |                                                                  |                                                                  |                                                                  |                                             |                                             |                                                     |                                                     | Richard Butler I vizconde Mountgarret (1500–1571)   | Richard Butler I vizconde Mountgarret (1500–1571)   | Richard Butler I vizconde Mountgarret (1500–1571)   | Richard Butler I vizconde Mountgarret (1500–1571)   | Richard Butler I vizconde Mountgarret (1500–1571)   | Richard Butler I vizconde Mountgarret (1500–1571)   |                                                                                        |                                                                                        |                                                                                        |                                                                                        | Walter Butler de Poletown                                                              | Walter Butler de Poletown                                                              | Walter Butler de Poletown             | Walter Butler de Poletown             | Walter Butler de Poletown                         | Walter Butler de Poletown                         |                                                   |                                                   |                                                   |                                                   |                                               |                                               |                                                |                                                |                                                |                                                |                                                |                                                |                                               |                                               | James Butler (d. 1601)                        | James Butler (d. 1601)                        | James Butler (d. 1601)                        | James Butler (d. 1601)                        | James Butler (d. 1601)                        | James Butler (d. 1601)                        |  |  | James Butler II/XII Baron Dunboyne (1547–1625)          | James Butler II/XII Baron Dunboyne (1547–1625)          | James Butler II/XII Baron Dunboyne (1547–1625)          | James Butler II/XII Baron Dunboyne (1547–1625)          | James Butler II/XII Baron Dunboyne (1547–1625)          | James Butler II/XII Baron Dunboyne (1547–1625)          |  |  |                                                            |                                                            |                                                            |                                                            |                                                            |                                                            |  |  |                                                    |                                                    |                                                    |                                                    |                                                    |                                                    |  |  |  |  |  |  |  |  |  |  |  |  |  |  |  |  |  |  |  |  |  |  |  |  |  |  |  |  |  |  |  |  |  |  |  |  |  |  |  |  |  |  |  |  |  |  |  |  |  |  |  |  |  |  |  |  |  |  |  |  |
|  |  |                                                                    |                                                                    |                                                                    |                                                                    |                                                                    |                                                                    |  |  |                                                                  |                                                                  |                                                                  |                                                                  |                                                                  |                                                                  |                                            |                                            |                                                                  |                                                                  |                                                                  |                                                                  |                                                                  |                                                                  |                                             |                                             |                                                     |                                                     |                                                     |                                                     |                                                     |                                                     |                                                     |                                                     |                                                                                        |                                                                                        |                                                                                        |                                                                                        |                                                                                        |                                                                                        |                                       |                                       |                                                   |                                                   |                                                   |                                                   |                                                   |                                                   |                                               |                                               |                                                |                                                |                                                |                                                |                                                |                                                |                                               |                                               |                                               |                                               |                                               |                                               |                                               |                                               |  |  |                                                         |                                                         |                                                         |                                                         |                                                         |                                                         |  |  |                                                            |                                                            |                                                            |                                                            |                                                            |                                                            |  |  |                                                    |                                                    |                                                    |                                                    |                                                    |                                                    |  |  |  |  |  |  |  |  |  |  |  |  |  |  |  |  |  |  |  |  |  |  |  |  |  |  |  |  |  |  |  |  |  |  |  |  |  |  |  |  |  |  |  |  |  |  |  |  |  |  |  |  |  |  |  |  |  |  |  |  |
|  |  | Thomas Butler X Conde de Ormond III Conde de Ossory (1531–1614)    | Thomas Butler X Conde de Ormond III Conde de Ossory (1531–1614)    | Thomas Butler X Conde de Ormond III Conde de Ossory (1531–1614)    | Thomas Butler X Conde de Ormond III Conde de Ossory (1531–1614)    | Thomas Butler X Conde de Ormond III Conde de Ossory (1531–1614)    | Thomas Butler X Conde de Ormond III Conde de Ossory (1531–1614)    |  |  | John Butler de Kilcash (d. 1570)                                 | John Butler de Kilcash (d. 1570)                                 | John Butler de Kilcash (d. 1570)                                 | John Butler de Kilcash (d. 1570)                                 | John Butler de Kilcash (d. 1570)                                 | John Butler de Kilcash (d. 1570)                                 |                                            |                                            | Edmund Butler de Cloughgrenan (1534–1602)                        | Edmund Butler de Cloughgrenan (1534–1602)                        | Edmund Butler de Cloughgrenan (1534–1602)                        | Edmund Butler de Cloughgrenan (1534–1602)                        | Edmund Butler de Cloughgrenan (1534–1602)                        | Edmund Butler de Cloughgrenan (1534–1602)                        |                                             |                                             |                                                     |                                                     | Edmund Butler II Vizconde Mountgarret (d. 1602)     | Edmund Butler II Vizconde Mountgarret (d. 1602)     | Edmund Butler II Vizconde Mountgarret (d. 1602)     | Edmund Butler II Vizconde Mountgarret (d. 1602)     | Edmund Butler II Vizconde Mountgarret (d. 1602)     | Edmund Butler II Vizconde Mountgarret (d. 1602)     |                                                                                        |                                                                                        |                                                                                        |                                                                                        | Peter Butler de Roscrea                                                                | Peter Butler de Roscrea                                                                | Peter Butler de Roscrea               | Peter Butler de Roscrea               | Peter Butler de Roscrea                           | Peter Butler de Roscrea                           |                                                   |                                                   |                                                   |                                                   | Richard Butler de Poletown (d. 1619)          | Richard Butler de Poletown (d. 1619)          | Richard Butler de Poletown (d. 1619)           | Richard Butler de Poletown (d. 1619)           | Richard Butler de Poletown (d. 1619)           | Richard Butler de Poletown (d. 1619)           |                                                |                                                |                                               |                                               | Pierce Butler I Vizconde Ikerrin (1587- 1661) | Pierce Butler I Vizconde Ikerrin (1587- 1661) | Pierce Butler I Vizconde Ikerrin (1587- 1661) | Pierce Butler I Vizconde Ikerrin (1587- 1661) | Pierce Butler I Vizconde Ikerrin (1587- 1661) | Pierce Butler I Vizconde Ikerrin (1587- 1661) |  |  | John Butler (d. 1602)                                   | John Butler (d. 1602)                                   | John Butler (d. 1602)                                   | John Butler (d. 1602)                                   | John Butler (d. 1602)                                   | John Butler (d. 1602)                                   |  |  | Piers Butler (d. 1626)                                     | Piers Butler (d. 1626)                                     | Piers Butler (d. 1626)                                     | Piers Butler (d. 1626)                                     | Piers Butler (d. 1626)                                     | Piers Butler (d. 1626)                                     |  |  | Edward Butler                                      | Edward Butler                                      | Edward Butler                                      | Edward Butler                                      | Edward Butler                                      | Edward Butler                                      |  |  |  |  |  |  |  |  |  |  |  |  |  |  |  |  |  |  |  |  |  |  |  |  |  |  |  |  |  |  |  |  |  |  |  |  |  |  |  |  |  |  |  |  |  |  |  |  |  |  |  |  |  |  |  |  |  |  |  |  |
|  |  | Thomas Butler X Conde de Ormond III Conde de Ossory (1531–1614)    | Thomas Butler X Conde de Ormond III Conde de Ossory (1531–1614)    | Thomas Butler X Conde de Ormond III Conde de Ossory (1531–1614)    | Thomas Butler X Conde de Ormond III Conde de Ossory (1531–1614)    | Thomas Butler X Conde de Ormond III Conde de Ossory (1531–1614)    | Thomas Butler X Conde de Ormond III Conde de Ossory (1531–1614)    |  |  | John Butler de Kilcash (d. 1570)                                 | John Butler de Kilcash (d. 1570)                                 | John Butler de Kilcash (d. 1570)                                 | John Butler de Kilcash (d. 1570)                                 | John Butler de Kilcash (d. 1570)                                 | John Butler de Kilcash (d. 1570)                                 |                                            |                                            | Edmund Butler de Cloughgrenan (1534–1602)                        | Edmund Butler de Cloughgrenan (1534–1602)                        | Edmund Butler de Cloughgrenan (1534–1602)                        | Edmund Butler de Cloughgrenan (1534–1602)                        | Edmund Butler de Cloughgrenan (1534–1602)                        | Edmund Butler de Cloughgrenan (1534–1602)                        |                                             |                                             |                                                     |                                                     | Edmund Butler II Vizconde Mountgarret (d. 1602)     | Edmund Butler II Vizconde Mountgarret (d. 1602)     | Edmund Butler II Vizconde Mountgarret (d. 1602)     | Edmund Butler II Vizconde Mountgarret (d. 1602)     | Edmund Butler II Vizconde Mountgarret (d. 1602)     | Edmund Butler II Vizconde Mountgarret (d. 1602)     |                                                                                        |                                                                                        |                                                                                        |                                                                                        | Peter Butler de Roscrea                                                                | Peter Butler de Roscrea                                                                | Peter Butler de Roscrea               | Peter Butler de Roscrea               | Peter Butler de Roscrea                           | Peter Butler de Roscrea                           |                                                   |                                                   |                                                   |                                                   | Richard Butler de Poletown (d. 1619)          | Richard Butler de Poletown (d. 1619)          | Richard Butler de Poletown (d. 1619)           | Richard Butler de Poletown (d. 1619)           | Richard Butler de Poletown (d. 1619)           | Richard Butler de Poletown (d. 1619)           |                                                |                                                |                                               |                                               | Pierce Butler I Vizconde Ikerrin (1587- 1661) | Pierce Butler I Vizconde Ikerrin (1587- 1661) | Pierce Butler I Vizconde Ikerrin (1587- 1661) | Pierce Butler I Vizconde Ikerrin (1587- 1661) | Pierce Butler I Vizconde Ikerrin (1587- 1661) | Pierce Butler I Vizconde Ikerrin (1587- 1661) |  |  | John Butler (d. 1602)                                   | John Butler (d. 1602)                                   | John Butler (d. 1602)                                   | John Butler (d. 1602)                                   | John Butler (d. 1602)                                   | John Butler (d. 1602)                                   |  |  | Piers Butler (d. 1626)                                     | Piers Butler (d. 1626)                                     | Piers Butler (d. 1626)                                     | Piers Butler (d. 1626)                                     | Piers Butler (d. 1626)                                     | Piers Butler (d. 1626)                                     |  |  | Edward Butler                                      | Edward Butler                                      | Edward Butler                                      | Edward Butler                                      | Edward Butler                                      | Edward Butler                                      |  |  |  |  |  |  |  |  |  |  |  |  |  |  |  |  |  |  |  |  |  |  |  |  |  |  |  |  |  |  |  |  |  |  |  |  |  |  |  |  |  |  |  |  |  |  |  |  |  |  |  |  |  |  |  |  |  |  |  |  |
|  |  | Piers FitzThomas Butler (d. 1601)                                  | Piers FitzThomas Butler (d. 1601)                                  | Piers FitzThomas Butler (d. 1601)                                  | Piers FitzThomas Butler (d. 1601)                                  | Piers FitzThomas Butler (d. 1601)                                  | Piers FitzThomas Butler (d. 1601)                                  |  |  | Walter Butler XI Conde de Ormond IV Conde de Ossory (1569–1632)  | Walter Butler XI Conde de Ormond IV Conde de Ossory (1569–1632)  | Walter Butler XI Conde de Ormond IV Conde de Ossory (1569–1632)  | Walter Butler XI Conde de Ormond IV Conde de Ossory (1569–1632)  | Walter Butler XI Conde de Ormond IV Conde de Ossory (1569–1632)  | Walter Butler XI Conde de Ormond IV Conde de Ossory (1569–1632)  |                                            |                                            | Theobald Butler I Vizconde Butler de Tulleophelim (c. 1560–1613) | Theobald Butler I Vizconde Butler de Tulleophelim (c. 1560–1613) | Theobald Butler I Vizconde Butler de Tulleophelim (c. 1560–1613) | Theobald Butler I Vizconde Butler de Tulleophelim (c. 1560–1613) | Theobald Butler I Vizconde Butler de Tulleophelim (c. 1560–1613) | Theobald Butler I Vizconde Butler de Tulleophelim (c. 1560–1613) |                                             |                                             |                                                     |                                                     | Richard Butler III Vizconde Mountgarret (1578–1651) | Richard Butler III Vizconde Mountgarret (1578–1651) | Richard Butler III Vizconde Mountgarret (1578–1651) | Richard Butler III Vizconde Mountgarret (1578–1651) | Richard Butler III Vizconde Mountgarret (1578–1651) | Richard Butler III Vizconde Mountgarret (1578–1651) |                                                                                        |                                                                                        |                                                                                        |                                                                                        | Walter Butler de Roscrea                                                               | Walter Butler de Roscrea                                                               | Walter Butler de Roscrea              | Walter Butler de Roscrea              | Walter Butler de Roscrea                          | Walter Butler de Roscrea                          |                                                   |                                                   |                                                   |                                                   | Edmond Butler de Poletown (1595–1636)         | Edmond Butler de Poletown (1595–1636)         | Edmond Butler de Poletown (1595–1636)          | Edmond Butler de Poletown (1595–1636)          | Edmond Butler de Poletown (1595–1636)          | Edmond Butler de Poletown (1595–1636)          |                                                |                                                |                                               |                                               | James Butler (c.1616- 1638)                   | James Butler (c.1616- 1638)                   | James Butler (c.1616- 1638)                   | James Butler (c.1616- 1638)                   | James Butler (c.1616- 1638)                   | James Butler (c.1616- 1638)                   |  |  | Edmund Butler III/XIII Baron Dunboyne (d. 1640)         | Edmund Butler III/XIII Baron Dunboyne (d. 1640)         | Edmund Butler III/XIII Baron Dunboyne (d. 1640)         | Edmund Butler III/XIII Baron Dunboyne (d. 1640)         | Edmund Butler III/XIII Baron Dunboyne (d. 1640)         | Edmund Butler III/XIII Baron Dunboyne (d. 1640)         |  |  | Edmund Butler (d. 1641)                                    | Edmund Butler (d. 1641)                                    | Edmund Butler (d. 1641)                                    | Edmund Butler (d. 1641)                                    | Edmund Butler (d. 1641)                                    | Edmund Butler (d. 1641)                                    |  |  | James Butler                                       | James Butler                                       | James Butler                                       | James Butler                                       | James Butler                                       | James Butler                                       |  |  |  |  |  |  |  |  |  |  |  |  |  |  |  |  |  |  |  |  |  |  |  |  |  |  |  |  |  |  |  |  |  |  |  |  |  |  |  |  |  |  |  |  |  |  |  |  |  |  |  |  |  |  |  |  |  |  |  |  |
|  |  | Piers FitzThomas Butler (d. 1601)                                  | Piers FitzThomas Butler (d. 1601)                                  | Piers FitzThomas Butler (d. 1601)                                  | Piers FitzThomas Butler (d. 1601)                                  | Piers FitzThomas Butler (d. 1601)                                  | Piers FitzThomas Butler (d. 1601)                                  |  |  | Walter Butler XI Conde de Ormond IV Conde de Ossory (1569–1632)  | Walter Butler XI Conde de Ormond IV Conde de Ossory (1569–1632)  | Walter Butler XI Conde de Ormond IV Conde de Ossory (1569–1632)  | Walter Butler XI Conde de Ormond IV Conde de Ossory (1569–1632)  | Walter Butler XI Conde de Ormond IV Conde de Ossory (1569–1632)  | Walter Butler XI Conde de Ormond IV Conde de Ossory (1569–1632)  |                                            |                                            | Theobald Butler I Vizconde Butler de Tulleophelim (c. 1560–1613) | Theobald Butler I Vizconde Butler de Tulleophelim (c. 1560–1613) | Theobald Butler I Vizconde Butler de Tulleophelim (c. 1560–1613) | Theobald Butler I Vizconde Butler de Tulleophelim (c. 1560–1613) | Theobald Butler I Vizconde Butler de Tulleophelim (c. 1560–1613) | Theobald Butler I Vizconde Butler de Tulleophelim (c. 1560–1613) |                                             |                                             |                                                     |                                                     | Richard Butler III Vizconde Mountgarret (1578–1651) | Richard Butler III Vizconde Mountgarret (1578–1651) | Richard Butler III Vizconde Mountgarret (1578–1651) | Richard Butler III Vizconde Mountgarret (1578–1651) | Richard Butler III Vizconde Mountgarret (1578–1651) | Richard Butler III Vizconde Mountgarret (1578–1651) |                                                                                        |                                                                                        |                                                                                        |                                                                                        | Walter Butler de Roscrea                                                               | Walter Butler de Roscrea                                                               | Walter Butler de Roscrea              | Walter Butler de Roscrea              | Walter Butler de Roscrea                          | Walter Butler de Roscrea                          |                                                   |                                                   |                                                   |                                                   | Edmond Butler de Poletown (1595–1636)         | Edmond Butler de Poletown (1595–1636)         | Edmond Butler de Poletown (1595–1636)          | Edmond Butler de Poletown (1595–1636)          | Edmond Butler de Poletown (1595–1636)          | Edmond Butler de Poletown (1595–1636)          |                                                |                                                |                                               |                                               | James Butler (c.1616- 1638)                   | James Butler (c.1616- 1638)                   | James Butler (c.1616- 1638)                   | James Butler (c.1616- 1638)                   | James Butler (c.1616- 1638)                   | James Butler (c.1616- 1638)                   |  |  | Edmund Butler III/XIII Baron Dunboyne (d. 1640)         | Edmund Butler III/XIII Baron Dunboyne (d. 1640)         | Edmund Butler III/XIII Baron Dunboyne (d. 1640)         | Edmund Butler III/XIII Baron Dunboyne (d. 1640)         | Edmund Butler III/XIII Baron Dunboyne (d. 1640)         | Edmund Butler III/XIII Baron Dunboyne (d. 1640)         |  |  | Edmund Butler (d. 1641)                                    | Edmund Butler (d. 1641)                                    | Edmund Butler (d. 1641)                                    | Edmund Butler (d. 1641)                                    | Edmund Butler (d. 1641)                                    | Edmund Butler (d. 1641)                                    |  |  | James Butler                                       | James Butler                                       | James Butler                                       | James Butler                                       | James Butler                                       | James Butler                                       |  |  |  |  |  |  |  |  |  |  |  |  |  |  |  |  |  |  |  |  |  |  |  |  |  |  |  |  |  |  |  |  |  |  |  |  |  |  |  |  |  |  |  |  |  |  |  |  |  |  |  |  |  |  |  |  |  |  |  |  |
|  |  | Vizcondes Galmoye                                                  | Vizcondes Galmoye                                                  | Vizcondes Galmoye                                                  | Vizcondes Galmoye                                                  | Vizcondes Galmoye                                                  | Vizcondes Galmoye                                                  |  |  | Thomas Butler Vizconde Thurles (d. 1619)                         | Thomas Butler Vizconde Thurles (d. 1619)                         | Thomas Butler Vizconde Thurles (d. 1619)                         | Thomas Butler Vizconde Thurles (d. 1619)                         | Thomas Butler Vizconde Thurles (d. 1619)                         | Thomas Butler Vizconde Thurles (d. 1619)                         |                                            |                                            |                                                                  |                                                                  |                                                                  |                                                                  |                                                                  |                                                                  |                                             |                                             |                                                     |                                                     | Edmund Butler IV Vizconde Mountgarret (1595–1679)   | Edmund Butler IV Vizconde Mountgarret (1595–1679)   | Edmund Butler IV Vizconde Mountgarret (1595–1679)   | Edmund Butler IV Vizconde Mountgarret (1595–1679)   | Edmund Butler IV Vizconde Mountgarret (1595–1679)   | Edmund Butler IV Vizconde Mountgarret (1595–1679)   |                                                                                        |                                                                                        |                                                                                        |                                                                                        |                                                                                        |                                                                                        |                                       |                                       |                                                   |                                                   |                                                   |                                                   |                                                   |                                                   | Butler baronets de Polestown                  | Butler baronets de Polestown                  | Butler baronets de Polestown                   | Butler baronets de Polestown                   | Butler baronets de Polestown                   | Butler baronets de Polestown                   |                                                |                                                |                                               |                                               | Pierce Butler II Vizconde Ikerrin (1637–1680) | Pierce Butler II Vizconde Ikerrin (1637–1680) | Pierce Butler II Vizconde Ikerrin (1637–1680) | Pierce Butler II Vizconde Ikerrin (1637–1680) | Pierce Butler II Vizconde Ikerrin (1637–1680) | Pierce Butler II Vizconde Ikerrin (1637–1680) |  |  | James Butler IV/XIV Baron Dunboyne (d. 1662)            | James Butler IV/XIV Baron Dunboyne (d. 1662)            | James Butler IV/XIV Baron Dunboyne (d. 1662)            | James Butler IV/XIV Baron Dunboyne (d. 1662)            | James Butler IV/XIV Baron Dunboyne (d. 1662)            | James Butler IV/XIV Baron Dunboyne (d. 1662)            |  |  | Pierce Butler V/XV Baron Dunboyne (d. 1690)                | Pierce Butler V/XV Baron Dunboyne (d. 1690)                | Pierce Butler V/XV Baron Dunboyne (d. 1690)                | Pierce Butler V/XV Baron Dunboyne (d. 1690)                | Pierce Butler V/XV Baron Dunboyne (d. 1690)                | Pierce Butler V/XV Baron Dunboyne (d. 1690)                |  |  | Edward Butler                                      | Edward Butler                                      | Edward Butler                                      | Edward Butler                                      | Edward Butler                                      | Edward Butler                                      |  |  |  |  |  |  |  |  |  |  |  |  |  |  |  |  |  |  |  |  |  |  |  |  |  |  |  |  |  |  |  |  |  |  |  |  |  |  |  |  |  |  |  |  |  |  |  |  |  |  |  |  |  |  |  |  |  |  |  |  |
|  |  | Vizcondes Galmoye                                                  | Vizcondes Galmoye                                                  | Vizcondes Galmoye                                                  | Vizcondes Galmoye                                                  | Vizcondes Galmoye                                                  | Vizcondes Galmoye                                                  |  |  | Thomas Butler Vizconde Thurles (d. 1619)                         | Thomas Butler Vizconde Thurles (d. 1619)                         | Thomas Butler Vizconde Thurles (d. 1619)                         | Thomas Butler Vizconde Thurles (d. 1619)                         | Thomas Butler Vizconde Thurles (d. 1619)                         | Thomas Butler Vizconde Thurles (d. 1619)                         |                                            |                                            |                                                                  |                                                                  |                                                                  |                                                                  |                                                                  |                                                                  |                                             |                                             |                                                     |                                                     | Edmund Butler IV Vizconde Mountgarret (1595–1679)   | Edmund Butler IV Vizconde Mountgarret (1595–1679)   | Edmund Butler IV Vizconde Mountgarret (1595–1679)   | Edmund Butler IV Vizconde Mountgarret (1595–1679)   | Edmund Butler IV Vizconde Mountgarret (1595–1679)   | Edmund Butler IV Vizconde Mountgarret (1595–1679)   |                                                                                        |                                                                                        |                                                                                        |                                                                                        |                                                                                        |                                                                                        |                                       |                                       |                                                   |                                                   |                                                   |                                                   |                                                   |                                                   | Butler baronets de Polestown                  | Butler baronets de Polestown                  | Butler baronets de Polestown                   | Butler baronets de Polestown                   | Butler baronets de Polestown                   | Butler baronets de Polestown                   |                                                |                                                |                                               |                                               | Pierce Butler II Vizconde Ikerrin (1637–1680) | Pierce Butler II Vizconde Ikerrin (1637–1680) | Pierce Butler II Vizconde Ikerrin (1637–1680) | Pierce Butler II Vizconde Ikerrin (1637–1680) | Pierce Butler II Vizconde Ikerrin (1637–1680) | Pierce Butler II Vizconde Ikerrin (1637–1680) |  |  | James Butler IV/XIV Baron Dunboyne (d. 1662)            | James Butler IV/XIV Baron Dunboyne (d. 1662)            | James Butler IV/XIV Baron Dunboyne (d. 1662)            | James Butler IV/XIV Baron Dunboyne (d. 1662)            | James Butler IV/XIV Baron Dunboyne (d. 1662)            | James Butler IV/XIV Baron Dunboyne (d. 1662)            |  |  | Pierce Butler V/XV Baron Dunboyne (d. 1690)                | Pierce Butler V/XV Baron Dunboyne (d. 1690)                | Pierce Butler V/XV Baron Dunboyne (d. 1690)                | Pierce Butler V/XV Baron Dunboyne (d. 1690)                | Pierce Butler V/XV Baron Dunboyne (d. 1690)                | Pierce Butler V/XV Baron Dunboyne (d. 1690)                |  |  | Edward Butler                                      | Edward Butler                                      | Edward Butler                                      | Edward Butler                                      | Edward Butler                                      | Edward Butler                                      |  |  |  |  |  |  |  |  |  |  |  |  |  |  |  |  |  |  |  |  |  |  |  |  |  |  |  |  |  |  |  |  |  |  |  |  |  |  |  |  |  |  |  |  |  |  |  |  |  |  |  |  |  |  |  |  |  |  |  |  |
|  |  |                                                                    |                                                                    |                                                                    |                                                                    |                                                                    |                                                                    |  |  |                                                                  |                                                                  |                                                                  |                                                                  |                                                                  |                                                                  |                                            |                                            |                                                                  |                                                                  |                                                                  |                                                                  |                                                                  |                                                                  |                                             |                                             |                                                     |                                                     |                                                     |                                                     |                                                     |                                                     |                                                     |                                                     |                                                                                        |                                                                                        |                                                                                        |                                                                                        |                                                                                        |                                                                                        |                                       |                                       |                                                   |                                                   |                                                   |                                                   |                                                   |                                                   |                                               |                                               |                                                |                                                |                                                |                                                |                                                |                                                |                                               |                                               |                                               |                                               |                                               |                                               |                                               |                                               |  |  |                                                         |                                                         |                                                         |                                                         |                                                         |                                                         |  |  |                                                            |                                                            |                                                            |                                                            |                                                            |                                                            |  |  |                                                    |                                                    |                                                    |                                                    |                                                    |                                                    |  |  |  |  |  |  |  |  |  |  |  |  |  |  |  |  |  |  |  |  |  |  |  |  |  |  |  |  |  |  |  |  |  |  |  |  |  |  |  |  |  |  |  |  |  |  |  |  |  |  |  |  |  |  |  |  |  |  |  |  |
|  |  | James Butler I Duque de Ormonde (1610–1688)                        | James Butler I Duque de Ormonde (1610–1688)                        | James Butler I Duque de Ormonde (1610–1688)                        | James Butler I Duque de Ormonde (1610–1688)                        | James Butler I Duque de Ormonde (1610–1688)                        | James Butler I Duque de Ormonde (1610–1688)                        |  |  |                                                                  |                                                                  |                                                                  |                                                                  |                                                                  |                                                                  |                                            |                                            | Richard Butler de Kilcash (1615–1701)                            | Richard Butler de Kilcash (1615–1701)                            | Richard Butler de Kilcash (1615–1701)                            | Richard Butler de Kilcash (1615–1701)                            | Richard Butler de Kilcash (1615–1701)                            | Richard Butler de Kilcash (1615–1701)                            |                                             |                                             |                                                     |                                                     | Richard Butler V Vizconde Mountgarret (d. 1707)     | Richard Butler V Vizconde Mountgarret (d. 1707)     | Richard Butler V Vizconde Mountgarret (d. 1707)     | Richard Butler V Vizconde Mountgarret (d. 1707)     | Richard Butler V Vizconde Mountgarret (d. 1707)     | Richard Butler V Vizconde Mountgarret (d. 1707)     |                                                                                        |                                                                                        |                                                                                        |                                                                                        |                                                                                        |                                                                                        |                                       |                                       |                                                   |                                                   |                                                   |                                                   |                                                   |                                                   |                                               |                                               |                                                |                                                |                                                |                                                |                                                |                                                |                                               |                                               | James Butler III Vizconde Ikerrin (d. 1688)   | James Butler III Vizconde Ikerrin (d. 1688)   | James Butler III Vizconde Ikerrin (d. 1688)   | James Butler III Vizconde Ikerrin (d. 1688)   | James Butler III Vizconde Ikerrin (d. 1688)   | James Butler III Vizconde Ikerrin (d. 1688)   |  |  |                                                         |                                                         |                                                         |                                                         |                                                         |                                                         |  |  | James Butler VI/XVI Baron Dunboyne (d. 1701)               | James Butler VI/XVI Baron Dunboyne (d. 1701)               | James Butler VI/XVI Baron Dunboyne (d. 1701)               | James Butler VI/XVI Baron Dunboyne (d. 1701)               | James Butler VI/XVI Baron Dunboyne (d. 1701)               | James Butler VI/XVI Baron Dunboyne (d. 1701)               |  |  | Michael Butler (d.1776)                            | Michael Butler (d.1776)                            | Michael Butler (d.1776)                            | Michael Butler (d.1776)                            | Michael Butler (d.1776)                            | Michael Butler (d.1776)                            |  |  |  |  |  |  |  |  |  |  |  |  |  |  |  |  |  |  |  |  |  |  |  |  |  |  |  |  |  |  |  |  |  |  |  |  |  |  |  |  |  |  |  |  |  |  |  |  |  |  |  |  |  |  |  |  |  |  |  |  |
|  |  | James Butler I Duque de Ormonde (1610–1688)                        | James Butler I Duque de Ormonde (1610–1688)                        | James Butler I Duque de Ormonde (1610–1688)                        | James Butler I Duque de Ormonde (1610–1688)                        | James Butler I Duque de Ormonde (1610–1688)                        | James Butler I Duque de Ormonde (1610–1688)                        |  |  |                                                                  |                                                                  |                                                                  |                                                                  |                                                                  |                                                                  |                                            |                                            | Richard Butler de Kilcash (1615–1701)                            | Richard Butler de Kilcash (1615–1701)                            | Richard Butler de Kilcash (1615–1701)                            | Richard Butler de Kilcash (1615–1701)                            | Richard Butler de Kilcash (1615–1701)                            | Richard Butler de Kilcash (1615–1701)                            |                                             |                                             |                                                     |                                                     | Richard Butler V Vizconde Mountgarret (d. 1707)     | Richard Butler V Vizconde Mountgarret (d. 1707)     | Richard Butler V Vizconde Mountgarret (d. 1707)     | Richard Butler V Vizconde Mountgarret (d. 1707)     | Richard Butler V Vizconde Mountgarret (d. 1707)     | Richard Butler V Vizconde Mountgarret (d. 1707)     |                                                                                        |                                                                                        |                                                                                        |                                                                                        |                                                                                        |                                                                                        |                                       |                                       |                                                   |                                                   |                                                   |                                                   |                                                   |                                                   |                                               |                                               |                                                |                                                |                                                |                                                |                                                |                                                |                                               |                                               | James Butler III Vizconde Ikerrin (d. 1688)   | James Butler III Vizconde Ikerrin (d. 1688)   | James Butler III Vizconde Ikerrin (d. 1688)   | James Butler III Vizconde Ikerrin (d. 1688)   | James Butler III Vizconde Ikerrin (d. 1688)   | James Butler III Vizconde Ikerrin (d. 1688)   |  |  |                                                         |                                                         |                                                         |                                                         |                                                         |                                                         |  |  | James Butler VI/XVI Baron Dunboyne (d. 1701)               | James Butler VI/XVI Baron Dunboyne (d. 1701)               | James Butler VI/XVI Baron Dunboyne (d. 1701)               | James Butler VI/XVI Baron Dunboyne (d. 1701)               | James Butler VI/XVI Baron Dunboyne (d. 1701)               | James Butler VI/XVI Baron Dunboyne (d. 1701)               |  |  | Michael Butler (d.1776)                            | Michael Butler (d.1776)                            | Michael Butler (d.1776)                            | Michael Butler (d.1776)                            | Michael Butler (d.1776)                            | Michael Butler (d.1776)                            |  |  |  |  |  |  |  |  |  |  |  |  |  |  |  |  |  |  |  |  |  |  |  |  |  |  |  |  |  |  |  |  |  |  |  |  |  |  |  |  |  |  |  |  |  |  |  |  |  |  |  |  |  |  |  |  |  |  |  |  |
|  |  |                                                                    |                                                                    |                                                                    |                                                                    |                                                                    |                                                                    |  |  |                                                                  |                                                                  |                                                                  |                                                                  |                                                                  |                                                                  |                                            |                                            |                                                                  |                                                                  |                                                                  |                                                                  |                                                                  |                                                                  |                                             |                                             |                                                     |                                                     |                                                     |                                                     |                                                     |                                                     |                                                     |                                                     |                                                                                        |                                                                                        |                                                                                        |                                                                                        |                                                                                        |                                                                                        |                                       |                                       |                                                   |                                                   |                                                   |                                                   |                                                   |                                                   |                                               |                                               |                                                |                                                |                                                |                                                |                                                |                                                |                                               |                                               |                                               |                                               |                                               |                                               |                                               |                                               |  |  |                                                         |                                                         |                                                         |                                                         |                                                         |                                                         |  |  |                                                            |                                                            |                                                            |                                                            |                                                            |                                                            |  |  |                                                    |                                                    |                                                    |                                                    |                                                    |                                                    |  |  |  |  |  |  |  |  |  |  |  |  |  |  |  |  |  |  |  |  |  |  |  |  |  |  |  |  |  |  |  |  |  |  |  |  |  |  |  |  |  |  |  |  |  |  |  |  |  |  |  |  |  |  |  |  |  |  |  |  |
|  |  | Thomas Butler Conde de Ossory (1634–1680)                          | Thomas Butler Conde de Ossory (1634–1680)                          | Thomas Butler Conde de Ossory (1634–1680)                          | Thomas Butler Conde de Ossory (1634–1680)                          | Thomas Butler Conde de Ossory (1634–1680)                          | Thomas Butler Conde de Ossory (1634–1680)                          |  |  | Richard Butler I Conde de Arran (1639–1686)                      | Richard Butler I Conde de Arran (1639–1686)                      | Richard Butler I Conde de Arran (1639–1686)                      | Richard Butler I Conde de Arran (1639–1686)                      | Richard Butler I Conde de Arran (1639–1686)                      | Richard Butler I Conde de Arran (1639–1686)                      |                                            |                                            | Walter Butler de Garryricken                                     | Walter Butler de Garryricken                                     | Walter Butler de Garryricken                                     | Walter Butler de Garryricken                                     | Walter Butler de Garryricken                                     | Walter Butler de Garryricken                                     |                                             |                                             |                                                     |                                                     | Edmund Butler VI Vizconde Mountgarret (1663–1735)   | Edmund Butler VI Vizconde Mountgarret (1663–1735)   | Edmund Butler VI Vizconde Mountgarret (1663–1735)   | Edmund Butler VI Vizconde Mountgarret (1663–1735)   | Edmund Butler VI Vizconde Mountgarret (1663–1735)   | Edmund Butler VI Vizconde Mountgarret (1663–1735)   |                                                                                        |                                                                                        |                                                                                        |                                                                                        |                                                                                        |                                                                                        |                                       |                                       |                                                   |                                                   |                                                   |                                                   |                                                   |                                                   | Pierce Butler IV Vizconde Ikerrin (1679–1711) | Pierce Butler IV Vizconde Ikerrin (1679–1711) | Pierce Butler IV Vizconde Ikerrin (1679–1711)  | Pierce Butler IV Vizconde Ikerrin (1679–1711)  | Pierce Butler IV Vizconde Ikerrin (1679–1711)  | Pierce Butler IV Vizconde Ikerrin (1679–1711)  |                                                |                                                | Thomas Butler VI Vizconde Ikerrin (1683–1720) | Thomas Butler VI Vizconde Ikerrin (1683–1720) | Thomas Butler VI Vizconde Ikerrin (1683–1720) | Thomas Butler VI Vizconde Ikerrin (1683–1720) | Thomas Butler VI Vizconde Ikerrin (1683–1720) | Thomas Butler VI Vizconde Ikerrin (1683–1720) |                                               |                                               |  |  | Pierce Butler VII/XVII Baron Dunboyne (d. 1718)         | Pierce Butler VII/XVII Baron Dunboyne (d. 1718)         | Pierce Butler VII/XVII Baron Dunboyne (d. 1718)         | Pierce Butler VII/XVII Baron Dunboyne (d. 1718)         | Pierce Butler VII/XVII Baron Dunboyne (d. 1718)         | Pierce Butler VII/XVII Baron Dunboyne (d. 1718)         |  |  | Edmund Butler VIII/XVIII Baron Dunboyne (d. 1732)          | Edmund Butler VIII/XVIII Baron Dunboyne (d. 1732)          | Edmund Butler VIII/XVIII Baron Dunboyne (d. 1732)          | Edmund Butler VIII/XVIII Baron Dunboyne (d. 1732)          | Edmund Butler VIII/XVIII Baron Dunboyne (d. 1732)          | Edmund Butler VIII/XVIII Baron Dunboyne (d. 1732)          |  |  | James Butler (d. 1784)                             | James Butler (d. 1784)                             | James Butler (d. 1784)                             | James Butler (d. 1784)                             | James Butler (d. 1784)                             | James Butler (d. 1784)                             |  |  |  |  |  |  |  |  |  |  |  |  |  |  |  |  |  |  |  |  |  |  |  |  |  |  |  |  |  |  |  |  |  |  |  |  |  |  |  |  |  |  |  |  |  |  |  |  |  |  |  |  |  |  |  |  |  |  |  |  |
|  |  | Thomas Butler Conde de Ossory (1634–1680)                          | Thomas Butler Conde de Ossory (1634–1680)                          | Thomas Butler Conde de Ossory (1634–1680)                          | Thomas Butler Conde de Ossory (1634–1680)                          | Thomas Butler Conde de Ossory (1634–1680)                          | Thomas Butler Conde de Ossory (1634–1680)                          |  |  | Richard Butler I Conde de Arran (1639–1686)                      | Richard Butler I Conde de Arran (1639–1686)                      | Richard Butler I Conde de Arran (1639–1686)                      | Richard Butler I Conde de Arran (1639–1686)                      | Richard Butler I Conde de Arran (1639–1686)                      | Richard Butler I Conde de Arran (1639–1686)                      |                                            |                                            | Walter Butler de Garryricken                                     | Walter Butler de Garryricken                                     | Walter Butler de Garryricken                                     | Walter Butler de Garryricken                                     | Walter Butler de Garryricken                                     | Walter Butler de Garryricken                                     |                                             |                                             |                                                     |                                                     | Edmund Butler VI Vizconde Mountgarret (1663–1735)   | Edmund Butler VI Vizconde Mountgarret (1663–1735)   | Edmund Butler VI Vizconde Mountgarret (1663–1735)   | Edmund Butler VI Vizconde Mountgarret (1663–1735)   | Edmund Butler VI Vizconde Mountgarret (1663–1735)   | Edmund Butler VI Vizconde Mountgarret (1663–1735)   |                                                                                        |                                                                                        |                                                                                        |                                                                                        |                                                                                        |                                                                                        |                                       |                                       |                                                   |                                                   |                                                   |                                                   |                                                   |                                                   | Pierce Butler IV Vizconde Ikerrin (1679–1711) | Pierce Butler IV Vizconde Ikerrin (1679–1711) | Pierce Butler IV Vizconde Ikerrin (1679–1711)  | Pierce Butler IV Vizconde Ikerrin (1679–1711)  | Pierce Butler IV Vizconde Ikerrin (1679–1711)  | Pierce Butler IV Vizconde Ikerrin (1679–1711)  |                                                |                                                | Thomas Butler VI Vizconde Ikerrin (1683–1720) | Thomas Butler VI Vizconde Ikerrin (1683–1720) | Thomas Butler VI Vizconde Ikerrin (1683–1720) | Thomas Butler VI Vizconde Ikerrin (1683–1720) | Thomas Butler VI Vizconde Ikerrin (1683–1720) | Thomas Butler VI Vizconde Ikerrin (1683–1720) |                                               |                                               |  |  | Pierce Butler VII/XVII Baron Dunboyne (d. 1718)         | Pierce Butler VII/XVII Baron Dunboyne (d. 1718)         | Pierce Butler VII/XVII Baron Dunboyne (d. 1718)         | Pierce Butler VII/XVII Baron Dunboyne (d. 1718)         | Pierce Butler VII/XVII Baron Dunboyne (d. 1718)         | Pierce Butler VII/XVII Baron Dunboyne (d. 1718)         |  |  | Edmund Butler VIII/XVIII Baron Dunboyne (d. 1732)          | Edmund Butler VIII/XVIII Baron Dunboyne (d. 1732)          | Edmund Butler VIII/XVIII Baron Dunboyne (d. 1732)          | Edmund Butler VIII/XVIII Baron Dunboyne (d. 1732)          | Edmund Butler VIII/XVIII Baron Dunboyne (d. 1732)          | Edmund Butler VIII/XVIII Baron Dunboyne (d. 1732)          |  |  | James Butler (d. 1784)                             | James Butler (d. 1784)                             | James Butler (d. 1784)                             | James Butler (d. 1784)                             | James Butler (d. 1784)                             | James Butler (d. 1784)                             |  |  |  |  |  |  |  |  |  |  |  |  |  |  |  |  |  |  |  |  |  |  |  |  |  |  |  |  |  |  |  |  |  |  |  |  |  |  |  |  |  |  |  |  |  |  |  |  |  |  |  |  |  |  |  |  |  |  |  |  |
|  |  |                                                                    |                                                                    |                                                                    |                                                                    |                                                                    |                                                                    |  |  |                                                                  |                                                                  |                                                                  |                                                                  |                                                                  |                                                                  |                                            |                                            |                                                                  |                                                                  |                                                                  |                                                                  |                                                                  |                                                                  |                                             |                                             |                                                     |                                                     |                                                     |                                                     |                                                     |                                                     |                                                     |                                                     |                                                                                        |                                                                                        |                                                                                        |                                                                                        |                                                                                        |                                                                                        |                                       |                                       |                                                   |                                                   |                                                   |                                                   |                                                   |                                                   |                                               |                                               |                                                |                                                |                                                |                                                |                                                |                                                |                                               |                                               |                                               |                                               |                                               |                                               |                                               |                                               |  |  |                                                         |                                                         |                                                         |                                                         |                                                         |                                                         |  |  |                                                            |                                                            |                                                            |                                                            |                                                            |                                                            |  |  |                                                    |                                                    |                                                    |                                                    |                                                    |                                                    |  |  |  |  |  |  |  |  |  |  |  |  |  |  |  |  |  |  |  |  |  |  |  |  |  |  |  |  |  |  |  |  |  |  |  |  |  |  |  |  |  |  |  |  |  |  |  |  |  |  |  |  |  |  |  |  |  |  |  |  |
|  |  | James Butler II Duque de Ormonde (1665–1745)                       | James Butler II Duque de Ormonde (1665–1745)                       | James Butler II Duque de Ormonde (1665–1745)                       | James Butler II Duque de Ormonde (1665–1745)                       | James Butler II Duque de Ormonde (1665–1745)                       | James Butler II Duque de Ormonde (1665–1745)                       |  |  | Charles Butler I Conde de Arran III Duque de Ormonde (1671–1758) | Charles Butler I Conde de Arran III Duque de Ormonde (1671–1758) | Charles Butler I Conde de Arran III Duque de Ormonde (1671–1758) | Charles Butler I Conde de Arran III Duque de Ormonde (1671–1758) | Charles Butler I Conde de Arran III Duque de Ormonde (1671–1758) | Charles Butler I Conde de Arran III Duque de Ormonde (1671–1758) |                                            |                                            | Thomas Butler de Garryricken (d. 1738)                           | Thomas Butler de Garryricken (d. 1738)                           | Thomas Butler de Garryricken (d. 1738)                           | Thomas Butler de Garryricken (d. 1738)                           | Thomas Butler de Garryricken (d. 1738)                           | Thomas Butler de Garryricken (d. 1738)                           |                                             |                                             | Richard Butler VII Vizconde Mountgarret (1691–1736) | Richard Butler VII Vizconde Mountgarret (1691–1736) | Richard Butler VII Vizconde Mountgarret (1691–1736) | Richard Butler VII Vizconde Mountgarret (1691–1736) | Richard Butler VII Vizconde Mountgarret (1691–1736) | Richard Butler VII Vizconde Mountgarret (1691–1736) |                                                     |                                                     | James Butler VIII Vizconde Mountgarret (d. 1742)                                       | James Butler VIII Vizconde Mountgarret (d. 1742)                                       | James Butler VIII Vizconde Mountgarret (d. 1742)                                       | James Butler VIII Vizconde Mountgarret (d. 1742)                                       | James Butler VIII Vizconde Mountgarret (d. 1742)                                       | James Butler VIII Vizconde Mountgarret (d. 1742)                                       |                                       |                                       | Edmund Butler IX Vizconde Mountgarret (d. 1752)   | Edmund Butler IX Vizconde Mountgarret (d. 1752)   | Edmund Butler IX Vizconde Mountgarret (d. 1752)   | Edmund Butler IX Vizconde Mountgarret (d. 1752)   | Edmund Butler IX Vizconde Mountgarret (d. 1752)   | Edmund Butler IX Vizconde Mountgarret (d. 1752)   |                                               |                                               | Somerset Butler I Conde de Carrick (1718–1774) | Somerset Butler I Conde de Carrick (1718–1774) | Somerset Butler I Conde de Carrick (1718–1774) | Somerset Butler I Conde de Carrick (1718–1774) | Somerset Butler I Conde de Carrick (1718–1774) | Somerset Butler I Conde de Carrick (1718–1774) |                                               |                                               | James Butler IX/XIX Baron Dunboyne (d. 1768)  | James Butler IX/XIX Baron Dunboyne (d. 1768)  | James Butler IX/XIX Baron Dunboyne (d. 1768)  | James Butler IX/XIX Baron Dunboyne (d. 1768)  | James Butler IX/XIX Baron Dunboyne (d. 1768)  | James Butler IX/XIX Baron Dunboyne (d. 1768)  |  |  | Pierce Butler X/XX Baron Dunboyne (d. 1773)             | Pierce Butler X/XX Baron Dunboyne (d. 1773)             | Pierce Butler X/XX Baron Dunboyne (d. 1773)             | Pierce Butler X/XX Baron Dunboyne (d. 1773)             | Pierce Butler X/XX Baron Dunboyne (d. 1773)             | Pierce Butler X/XX Baron Dunboyne (d. 1773)             |  |  | John Butler XII/XXII Baron Dunboyne (1731–1800)            | John Butler XII/XXII Baron Dunboyne (1731–1800)            | John Butler XII/XXII Baron Dunboyne (1731–1800)            | John Butler XII/XXII Baron Dunboyne (1731–1800)            | John Butler XII/XXII Baron Dunboyne (1731–1800)            | John Butler XII/XXII Baron Dunboyne (1731–1800)            |  |  |                                                    |                                                    |                                                    |                                                    |                                                    |                                                    |  |  |  |  |  |  |  |  |  |  |  |  |  |  |  |  |  |  |  |  |  |  |  |  |  |  |  |  |  |  |  |  |  |  |  |  |  |  |  |  |  |  |  |  |  |  |  |  |  |  |  |  |  |  |  |  |  |  |  |  |
|  |  | James Butler II Duque de Ormonde (1665–1745)                       | James Butler II Duque de Ormonde (1665–1745)                       | James Butler II Duque de Ormonde (1665–1745)                       | James Butler II Duque de Ormonde (1665–1745)                       | James Butler II Duque de Ormonde (1665–1745)                       | James Butler II Duque de Ormonde (1665–1745)                       |  |  | Charles Butler I Conde de Arran III Duque de Ormonde (1671–1758) | Charles Butler I Conde de Arran III Duque de Ormonde (1671–1758) | Charles Butler I Conde de Arran III Duque de Ormonde (1671–1758) | Charles Butler I Conde de Arran III Duque de Ormonde (1671–1758) | Charles Butler I Conde de Arran III Duque de Ormonde (1671–1758) | Charles Butler I Conde de Arran III Duque de Ormonde (1671–1758) |                                            |                                            | Thomas Butler de Garryricken (d. 1738)                           | Thomas Butler de Garryricken (d. 1738)                           | Thomas Butler de Garryricken (d. 1738)                           | Thomas Butler de Garryricken (d. 1738)                           | Thomas Butler de Garryricken (d. 1738)                           | Thomas Butler de Garryricken (d. 1738)                           |                                             |                                             | Richard Butler VII Vizconde Mountgarret (1691–1736) | Richard Butler VII Vizconde Mountgarret (1691–1736) | Richard Butler VII Vizconde Mountgarret (1691–1736) | Richard Butler VII Vizconde Mountgarret (1691–1736) | Richard Butler VII Vizconde Mountgarret (1691–1736) | Richard Butler VII Vizconde Mountgarret (1691–1736) |                                                     |                                                     | James Butler VIII Vizconde Mountgarret (d. 1742)                                       | James Butler VIII Vizconde Mountgarret (d. 1742)                                       | James Butler VIII Vizconde Mountgarret (d. 1742)                                       | James Butler VIII Vizconde Mountgarret (d. 1742)                                       | James Butler VIII Vizconde Mountgarret (d. 1742)                                       | James Butler VIII Vizconde Mountgarret (d. 1742)                                       |                                       |                                       | Edmund Butler IX Vizconde Mountgarret (d. 1752)   | Edmund Butler IX Vizconde Mountgarret (d. 1752)   | Edmund Butler IX Vizconde Mountgarret (d. 1752)   | Edmund Butler IX Vizconde Mountgarret (d. 1752)   | Edmund Butler IX Vizconde Mountgarret (d. 1752)   | Edmund Butler IX Vizconde Mountgarret (d. 1752)   |                                               |                                               | Somerset Butler I Conde de Carrick (1718–1774) | Somerset Butler I Conde de Carrick (1718–1774) | Somerset Butler I Conde de Carrick (1718–1774) | Somerset Butler I Conde de Carrick (1718–1774) | Somerset Butler I Conde de Carrick (1718–1774) | Somerset Butler I Conde de Carrick (1718–1774) |                                               |                                               | James Butler IX/XIX Baron Dunboyne (d. 1768)  | James Butler IX/XIX Baron Dunboyne (d. 1768)  | James Butler IX/XIX Baron Dunboyne (d. 1768)  | James Butler IX/XIX Baron Dunboyne (d. 1768)  | James Butler IX/XIX Baron Dunboyne (d. 1768)  | James Butler IX/XIX Baron Dunboyne (d. 1768)  |  |  | Pierce Butler X/XX Baron Dunboyne (d. 1773)             | Pierce Butler X/XX Baron Dunboyne (d. 1773)             | Pierce Butler X/XX Baron Dunboyne (d. 1773)             | Pierce Butler X/XX Baron Dunboyne (d. 1773)             | Pierce Butler X/XX Baron Dunboyne (d. 1773)             | Pierce Butler X/XX Baron Dunboyne (d. 1773)             |  |  | John Butler XII/XXII Baron Dunboyne (1731–1800)            | John Butler XII/XXII Baron Dunboyne (1731–1800)            | John Butler XII/XXII Baron Dunboyne (1731–1800)            | John Butler XII/XXII Baron Dunboyne (1731–1800)            | John Butler XII/XXII Baron Dunboyne (1731–1800)            | John Butler XII/XXII Baron Dunboyne (1731–1800)            |  |  |                                                    |                                                    |                                                    |                                                    |                                                    |                                                    |  |  |  |  |  |  |  |  |  |  |  |  |  |  |  |  |  |  |  |  |  |  |  |  |  |  |  |  |  |  |  |  |  |  |  |  |  |  |  |  |  |  |  |  |  |  |  |  |  |  |  |  |  |  |  |  |  |  |  |  |
|  |  |                                                                    |                                                                    |                                                                    |                                                                    |                                                                    |                                                                    |  |  |                                                                  |                                                                  |                                                                  |                                                                  |                                                                  |                                                                  |                                            |                                            |                                                                  |                                                                  |                                                                  |                                                                  |                                                                  |                                                                  |                                             |                                             |                                                     |                                                     |                                                     |                                                     |                                                     |                                                     |                                                     |                                                     |                                                                                        |                                                                                        |                                                                                        |                                                                                        |                                                                                        |                                                                                        |                                       |                                       |                                                   |                                                   |                                                   |                                                   |                                                   |                                                   |                                               |                                               |                                                |                                                |                                                |                                                |                                                |                                                |                                               |                                               |                                               |                                               |                                               |                                               |                                               |                                               |  |  |                                                         |                                                         |                                                         |                                                         |                                                         |                                                         |  |  |                                                            |                                                            |                                                            |                                                            |                                                            |                                                            |  |  |                                                    |                                                    |                                                    |                                                    |                                                    |                                                    |  |  |  |  |  |  |  |  |  |  |  |  |  |  |  |  |  |  |  |  |  |  |  |  |  |  |  |  |  |  |  |  |  |  |  |  |  |  |  |  |  |  |  |  |  |  |  |  |  |  |  |  |  |  |  |  |  |  |  |  |
|  |  | John Butler XV Conde de Ormonde VIII Conde de Ossory (d. 1766)     | John Butler XV Conde de Ormonde VIII Conde de Ossory (d. 1766)     | John Butler XV Conde de Ormonde VIII Conde de Ossory (d. 1766)     | John Butler XV Conde de Ormonde VIII Conde de Ossory (d. 1766)     | John Butler XV Conde de Ormonde VIII Conde de Ossory (d. 1766)     | John Butler XV Conde de Ormonde VIII Conde de Ossory (d. 1766)     |  |  |                                                                  |                                                                  |                                                                  |                                                                  |                                                                  |                                                                  |                                            |                                            |                                                                  |                                                                  |                                                                  |                                                                  |                                                                  |                                                                  |                                             |                                             | John Butler de Garryricken                          | John Butler de Garryricken                          | John Butler de Garryricken                          | John Butler de Garryricken                          | John Butler de Garryricken                          | John Butler de Garryricken                          |                                                     |                                                     | Edmund Butler X Vizconde Mountgarret (d. 1752)                                         | Edmund Butler X Vizconde Mountgarret (d. 1752)                                         | Edmund Butler X Vizconde Mountgarret (d. 1752)                                         | Edmund Butler X Vizconde Mountgarret (d. 1752)                                         | Edmund Butler X Vizconde Mountgarret (d. 1752)                                         | Edmund Butler X Vizconde Mountgarret (d. 1752)                                         |                                       |                                       |                                                   |                                                   |                                                   |                                                   |                                                   |                                                   |                                               |                                               | Henry Butler II Conde de Carrick (1746–1813)   | Henry Butler II Conde de Carrick (1746–1813)   | Henry Butler II Conde de Carrick (1746–1813)   | Henry Butler II Conde de Carrick (1746–1813)   | Henry Butler II Conde de Carrick (1746–1813)   | Henry Butler II Conde de Carrick (1746–1813)   |                                               |                                               |                                               |                                               |                                               |                                               |                                               |                                               |  |  | Pierce Butler XI/XXI Baron Dunboyne (d. 1785)           | Pierce Butler XI/XXI Baron Dunboyne (d. 1785)           | Pierce Butler XI/XXI Baron Dunboyne (d. 1785)           | Pierce Butler XI/XXI Baron Dunboyne (d. 1785)           | Pierce Butler XI/XXI Baron Dunboyne (d. 1785)           | Pierce Butler XI/XXI Baron Dunboyne (d. 1785)           |  |  |                                                            |                                                            |                                                            |                                                            |                                                            |                                                            |  |  | James Butler XIII/XXIII Baron Dunboyne (1780–1850) | James Butler XIII/XXIII Baron Dunboyne (1780–1850) | James Butler XIII/XXIII Baron Dunboyne (1780–1850) | James Butler XIII/XXIII Baron Dunboyne (1780–1850) | James Butler XIII/XXIII Baron Dunboyne (1780–1850) | James Butler XIII/XXIII Baron Dunboyne (1780–1850) |  |  |  |  |  |  |  |  |  |  |  |  |  |  |  |  |  |  |  |  |  |  |  |  |  |  |  |  |  |  |  |  |  |  |  |  |  |  |  |  |  |  |  |  |  |  |  |  |  |  |  |  |  |  |  |  |  |  |  |  |
|  |  | John Butler XV Conde de Ormonde VIII Conde de Ossory (d. 1766)     | John Butler XV Conde de Ormonde VIII Conde de Ossory (d. 1766)     | John Butler XV Conde de Ormonde VIII Conde de Ossory (d. 1766)     | John Butler XV Conde de Ormonde VIII Conde de Ossory (d. 1766)     | John Butler XV Conde de Ormonde VIII Conde de Ossory (d. 1766)     | John Butler XV Conde de Ormonde VIII Conde de Ossory (d. 1766)     |  |  |                                                                  |                                                                  |                                                                  |                                                                  |                                                                  |                                                                  |                                            |                                            |                                                                  |                                                                  |                                                                  |                                                                  |                                                                  |                                                                  |                                             |                                             | John Butler de Garryricken                          | John Butler de Garryricken                          | John Butler de Garryricken                          | John Butler de Garryricken                          | John Butler de Garryricken                          | John Butler de Garryricken                          |                                                     |                                                     | Edmund Butler X Vizconde Mountgarret (d. 1752)                                         | Edmund Butler X Vizconde Mountgarret (d. 1752)                                         | Edmund Butler X Vizconde Mountgarret (d. 1752)                                         | Edmund Butler X Vizconde Mountgarret (d. 1752)                                         | Edmund Butler X Vizconde Mountgarret (d. 1752)                                         | Edmund Butler X Vizconde Mountgarret (d. 1752)                                         |                                       |                                       |                                                   |                                                   |                                                   |                                                   |                                                   |                                                   |                                               |                                               | Henry Butler II Conde de Carrick (1746–1813)   | Henry Butler II Conde de Carrick (1746–1813)   | Henry Butler II Conde de Carrick (1746–1813)   | Henry Butler II Conde de Carrick (1746–1813)   | Henry Butler II Conde de Carrick (1746–1813)   | Henry Butler II Conde de Carrick (1746–1813)   |                                               |                                               |                                               |                                               |                                               |                                               |                                               |                                               |  |  | Pierce Butler XI/XXI Baron Dunboyne (d. 1785)           | Pierce Butler XI/XXI Baron Dunboyne (d. 1785)           | Pierce Butler XI/XXI Baron Dunboyne (d. 1785)           | Pierce Butler XI/XXI Baron Dunboyne (d. 1785)           | Pierce Butler XI/XXI Baron Dunboyne (d. 1785)           | Pierce Butler XI/XXI Baron Dunboyne (d. 1785)           |  |  |                                                            |                                                            |                                                            |                                                            |                                                            |                                                            |  |  | James Butler XIII/XXIII Baron Dunboyne (1780–1850) | James Butler XIII/XXIII Baron Dunboyne (1780–1850) | James Butler XIII/XXIII Baron Dunboyne (1780–1850) | James Butler XIII/XXIII Baron Dunboyne (1780–1850) | James Butler XIII/XXIII Baron Dunboyne (1780–1850) | James Butler XIII/XXIII Baron Dunboyne (1780–1850) |  |  |  |  |  |  |  |  |  |  |  |  |  |  |  |  |  |  |  |  |  |  |  |  |  |  |  |  |  |  |  |  |  |  |  |  |  |  |  |  |  |  |  |  |  |  |  |  |  |  |  |  |  |  |  |  |  |  |  |  |
|  |  |                                                                    |                                                                    |                                                                    |                                                                    |                                                                    |                                                                    |  |  |                                                                  |                                                                  |                                                                  |                                                                  |                                                                  |                                                                  |                                            |                                            |                                                                  |                                                                  |                                                                  |                                                                  |                                                                  |                                                                  |                                             |                                             |                                                     |                                                     |                                                     |                                                     |                                                     |                                                     |                                                     |                                                     |                                                                                        |                                                                                        |                                                                                        |                                                                                        |                                                                                        |                                                                                        |                                       |                                       |                                                   |                                                   |                                                   |                                                   |                                                   |                                                   |                                               |                                               |                                                |                                                |                                                |                                                |                                                |                                                |                                               |                                               |                                               |                                               |                                               |                                               |                                               |                                               |  |  |                                                         |                                                         |                                                         |                                                         |                                                         |                                                         |  |  |                                                            |                                                            |                                                            |                                                            |                                                            |                                                            |  |  |                                                    |                                                    |                                                    |                                                    |                                                    |                                                    |  |  |  |  |  |  |  |  |  |  |  |  |  |  |  |  |  |  |  |  |  |  |  |  |  |  |  |  |  |  |  |  |  |  |  |  |  |  |  |  |  |  |  |  |  |  |  |  |  |  |  |  |  |  |  |  |  |  |  |  |
|  |  | Walter Butler XVI Conde de Ormonde IX Conde de Ossory (1703–1783)  | Walter Butler XVI Conde de Ormonde IX Conde de Ossory (1703–1783)  | Walter Butler XVI Conde de Ormonde IX Conde de Ossory (1703–1783)  | Walter Butler XVI Conde de Ormonde IX Conde de Ossory (1703–1783)  | Walter Butler XVI Conde de Ormonde IX Conde de Ossory (1703–1783)  | Walter Butler XVI Conde de Ormonde IX Conde de Ossory (1703–1783)  |  |  |                                                                  |                                                                  |                                                                  |                                                                  |                                                                  |                                                                  |                                            |                                            |                                                                  |                                                                  |                                                                  |                                                                  |                                                                  |                                                                  |                                             |                                             |                                                     |                                                     |                                                     |                                                     |                                                     |                                                     |                                                     |                                                     | Edmund Butler XI Vizconde Mountgarret (1745–1793)                                      | Edmund Butler XI Vizconde Mountgarret (1745–1793)                                      | Edmund Butler XI Vizconde Mountgarret (1745–1793)                                      | Edmund Butler XI Vizconde Mountgarret (1745–1793)                                      | Edmund Butler XI Vizconde Mountgarret (1745–1793)                                      | Edmund Butler XI Vizconde Mountgarret (1745–1793)                                      |                                       |                                       | Somerset Butler III Conde de Carrick (1779–1838)  | Somerset Butler III Conde de Carrick (1779–1838)  | Somerset Butler III Conde de Carrick (1779–1838)  | Somerset Butler III Conde de Carrick (1779–1838)  | Somerset Butler III Conde de Carrick (1779–1838)  | Somerset Butler III Conde de Carrick (1779–1838)  |                                               |                                               |                                                |                                                |                                                |                                                |                                                |                                                |                                               |                                               | Henry Butler (1780–1856)                      | Henry Butler (1780–1856)                      | Henry Butler (1780–1856)                      | Henry Butler (1780–1856)                      | Henry Butler (1780–1856)                      | Henry Butler (1780–1856)                      |  |  | Theobald Butler XIV/XXIV Baron Dunboyne (1806–1881)     | Theobald Butler XIV/XXIV Baron Dunboyne (1806–1881)     | Theobald Butler XIV/XXIV Baron Dunboyne (1806–1881)     | Theobald Butler XIV/XXIV Baron Dunboyne (1806–1881)     | Theobald Butler XIV/XXIV Baron Dunboyne (1806–1881)     | Theobald Butler XIV/XXIV Baron Dunboyne (1806–1881)     |  |  |                                                            |                                                            |                                                            |                                                            |                                                            |                                                            |  |  |                                                    |                                                    |                                                    |                                                    |                                                    |                                                    |  |  |  |  |  |  |  |  |  |  |  |  |  |  |  |  |  |  |  |  |  |  |  |  |  |  |  |  |  |  |  |  |  |  |  |  |  |  |  |  |  |  |  |  |  |  |  |  |  |  |  |  |  |  |  |  |  |  |  |  |
|  |  | Walter Butler XVI Conde de Ormonde IX Conde de Ossory (1703–1783)  | Walter Butler XVI Conde de Ormonde IX Conde de Ossory (1703–1783)  | Walter Butler XVI Conde de Ormonde IX Conde de Ossory (1703–1783)  | Walter Butler XVI Conde de Ormonde IX Conde de Ossory (1703–1783)  | Walter Butler XVI Conde de Ormonde IX Conde de Ossory (1703–1783)  | Walter Butler XVI Conde de Ormonde IX Conde de Ossory (1703–1783)  |  |  |                                                                  |                                                                  |                                                                  |                                                                  |                                                                  |                                                                  |                                            |                                            |                                                                  |                                                                  |                                                                  |                                                                  |                                                                  |                                                                  |                                             |                                             |                                                     |                                                     |                                                     |                                                     |                                                     |                                                     |                                                     |                                                     | Edmund Butler XI Vizconde Mountgarret (1745–1793)                                      | Edmund Butler XI Vizconde Mountgarret (1745–1793)                                      | Edmund Butler XI Vizconde Mountgarret (1745–1793)                                      | Edmund Butler XI Vizconde Mountgarret (1745–1793)                                      | Edmund Butler XI Vizconde Mountgarret (1745–1793)                                      | Edmund Butler XI Vizconde Mountgarret (1745–1793)                                      |                                       |                                       | Somerset Butler III Conde de Carrick (1779–1838)  | Somerset Butler III Conde de Carrick (1779–1838)  | Somerset Butler III Conde de Carrick (1779–1838)  | Somerset Butler III Conde de Carrick (1779–1838)  | Somerset Butler III Conde de Carrick (1779–1838)  | Somerset Butler III Conde de Carrick (1779–1838)  |                                               |                                               |                                                |                                                |                                                |                                                |                                                |                                                |                                               |                                               | Henry Butler (1780–1856)                      | Henry Butler (1780–1856)                      | Henry Butler (1780–1856)                      | Henry Butler (1780–1856)                      | Henry Butler (1780–1856)                      | Henry Butler (1780–1856)                      |  |  | Theobald Butler XIV/XXIV Baron Dunboyne (1806–1881)     | Theobald Butler XIV/XXIV Baron Dunboyne (1806–1881)     | Theobald Butler XIV/XXIV Baron Dunboyne (1806–1881)     | Theobald Butler XIV/XXIV Baron Dunboyne (1806–1881)     | Theobald Butler XIV/XXIV Baron Dunboyne (1806–1881)     | Theobald Butler XIV/XXIV Baron Dunboyne (1806–1881)     |  |  |                                                            |                                                            |                                                            |                                                            |                                                            |                                                            |  |  |                                                    |                                                    |                                                    |                                                    |                                                    |                                                    |  |  |  |  |  |  |  |  |  |  |  |  |  |  |  |  |  |  |  |  |  |  |  |  |  |  |  |  |  |  |  |  |  |  |  |  |  |  |  |  |  |  |  |  |  |  |  |  |  |  |  |  |  |  |  |  |  |  |  |  |
|  |  |                                                                    |                                                                    |                                                                    |                                                                    |                                                                    |                                                                    |  |  |                                                                  |                                                                  |                                                                  |                                                                  |                                                                  |                                                                  |                                            |                                            |                                                                  |                                                                  |                                                                  |                                                                  |                                                                  |                                                                  |                                             |                                             |                                                     |                                                     |                                                     |                                                     |                                                     |                                                     |                                                     |                                                     |                                                                                        |                                                                                        |                                                                                        |                                                                                        |                                                                                        |                                                                                        |                                       |                                       |                                                   |                                                   |                                                   |                                                   |                                                   |                                                   |                                               |                                               |                                                |                                                |                                                |                                                |                                                |                                                |                                               |                                               |                                               |                                               |                                               |                                               |                                               |                                               |  |  |                                                         |                                                         |                                                         |                                                         |                                                         |                                                         |  |  |                                                            |                                                            |                                                            |                                                            |                                                            |                                                            |  |  |                                                    |                                                    |                                                    |                                                    |                                                    |                                                    |  |  |  |  |  |  |  |  |  |  |  |  |  |  |  |  |  |  |  |  |  |  |  |  |  |  |  |  |  |  |  |  |  |  |  |  |  |  |  |  |  |  |  |  |  |  |  |  |  |  |  |  |  |  |  |  |  |  |  |  |
|  |  | John Butler XVII Conde de Ormonde 10th Conde de Ossory (1740–1795) | John Butler XVII Conde de Ormonde 10th Conde de Ossory (1740–1795) | John Butler XVII Conde de Ormonde 10th Conde de Ossory (1740–1795) | John Butler XVII Conde de Ormonde 10th Conde de Ossory (1740–1795) | John Butler XVII Conde de Ormonde 10th Conde de Ossory (1740–1795) | John Butler XVII Conde de Ormonde 10th Conde de Ossory (1740–1795) |  |  |                                                                  |                                                                  |                                                                  |                                                                  |                                                                  |                                                                  |                                            |                                            | Edmund Butler I Conde de Kilkenny (1771–1846)                    | Edmund Butler I Conde de Kilkenny (1771–1846)                    | Edmund Butler I Conde de Kilkenny (1771–1846)                    | Edmund Butler I Conde de Kilkenny (1771–1846)                    | Edmund Butler I Conde de Kilkenny (1771–1846)                    | Edmund Butler I Conde de Kilkenny (1771–1846)                    |                                             |                                             | Henry Butler (1773–1842)                            | Henry Butler (1773–1842)                            | Henry Butler (1773–1842)                            | Henry Butler (1773–1842)                            | Henry Butler (1773–1842)                            | Henry Butler (1773–1842)                            |                                                     |                                                     |                                                                                        |                                                                                        |                                                                                        |                                                                                        |                                                                                        |                                                                                        |                                       |                                       | Henry Butler IV Conde de Carrick (1834–1846)      | Henry Butler IV Conde de Carrick (1834–1846)      | Henry Butler IV Conde de Carrick (1834–1846)      | Henry Butler IV Conde de Carrick (1834–1846)      | Henry Butler IV Conde de Carrick (1834–1846)      | Henry Butler IV Conde de Carrick (1834–1846)      |                                               |                                               | Somerset Butler V Conde de Carrick (1835–1901) | Somerset Butler V Conde de Carrick (1835–1901) | Somerset Butler V Conde de Carrick (1835–1901) | Somerset Butler V Conde de Carrick (1835–1901) | Somerset Butler V Conde de Carrick (1835–1901) | Somerset Butler V Conde de Carrick (1835–1901) |                                               |                                               | Charles Butler (1823–1854)                    | Charles Butler (1823–1854)                    | Charles Butler (1823–1854)                    | Charles Butler (1823–1854)                    | Charles Butler (1823–1854)                    | Charles Butler (1823–1854)                    |  |  | James Clifford-Butler XV/XXV Baron Dunboyne (1839–1899) | James Clifford-Butler XV/XXV Baron Dunboyne (1839–1899) | James Clifford-Butler XV/XXV Baron Dunboyne (1839–1899) | James Clifford-Butler XV/XXV Baron Dunboyne (1839–1899) | James Clifford-Butler XV/XXV Baron Dunboyne (1839–1899) | James Clifford-Butler XV/XXV Baron Dunboyne (1839–1899) |  |  | Robert Butler XVI/XXVI Baron Dunboyne (1844–1913)          | Robert Butler XVI/XXVI Baron Dunboyne (1844–1913)          | Robert Butler XVI/XXVI Baron Dunboyne (1844–1913)          | Robert Butler XVI/XXVI Baron Dunboyne (1844–1913)          | Robert Butler XVI/XXVI Baron Dunboyne (1844–1913)          | Robert Butler XVI/XXVI Baron Dunboyne (1844–1913)          |  |  |                                                    |                                                    |                                                    |                                                    |                                                    |                                                    |  |  |  |  |  |  |  |  |  |  |  |  |  |  |  |  |  |  |  |  |  |  |  |  |  |  |  |  |  |  |  |  |  |  |  |  |  |  |  |  |  |  |  |  |  |  |  |  |  |  |  |  |  |  |  |  |  |  |  |  |
|  |  | John Butler XVII Conde de Ormonde 10th Conde de Ossory (1740–1795) | John Butler XVII Conde de Ormonde 10th Conde de Ossory (1740–1795) | John Butler XVII Conde de Ormonde 10th Conde de Ossory (1740–1795) | John Butler XVII Conde de Ormonde 10th Conde de Ossory (1740–1795) | John Butler XVII Conde de Ormonde 10th Conde de Ossory (1740–1795) | John Butler XVII Conde de Ormonde 10th Conde de Ossory (1740–1795) |  |  |                                                                  |                                                                  |                                                                  |                                                                  |                                                                  |                                                                  |                                            |                                            | Edmund Butler I Conde de Kilkenny (1771–1846)                    | Edmund Butler I Conde de Kilkenny (1771–1846)                    | Edmund Butler I Conde de Kilkenny (1771–1846)                    | Edmund Butler I Conde de Kilkenny (1771–1846)                    | Edmund Butler I Conde de Kilkenny (1771–1846)                    | Edmund Butler I Conde de Kilkenny (1771–1846)                    |                                             |                                             | Henry Butler (1773–1842)                            | Henry Butler (1773–1842)                            | Henry Butler (1773–1842)                            | Henry Butler (1773–1842)                            | Henry Butler (1773–1842)                            | Henry Butler (1773–1842)                            |                                                     |                                                     |                                                                                        |                                                                                        |                                                                                        |                                                                                        |                                                                                        |                                                                                        |                                       |                                       | Henry Butler IV Conde de Carrick (1834–1846)      | Henry Butler IV Conde de Carrick (1834–1846)      | Henry Butler IV Conde de Carrick (1834–1846)      | Henry Butler IV Conde de Carrick (1834–1846)      | Henry Butler IV Conde de Carrick (1834–1846)      | Henry Butler IV Conde de Carrick (1834–1846)      |                                               |                                               | Somerset Butler V Conde de Carrick (1835–1901) | Somerset Butler V Conde de Carrick (1835–1901) | Somerset Butler V Conde de Carrick (1835–1901) | Somerset Butler V Conde de Carrick (1835–1901) | Somerset Butler V Conde de Carrick (1835–1901) | Somerset Butler V Conde de Carrick (1835–1901) |                                               |                                               | Charles Butler (1823–1854)                    | Charles Butler (1823–1854)                    | Charles Butler (1823–1854)                    | Charles Butler (1823–1854)                    | Charles Butler (1823–1854)                    | Charles Butler (1823–1854)                    |  |  | James Clifford-Butler XV/XXV Baron Dunboyne (1839–1899) | James Clifford-Butler XV/XXV Baron Dunboyne (1839–1899) | James Clifford-Butler XV/XXV Baron Dunboyne (1839–1899) | James Clifford-Butler XV/XXV Baron Dunboyne (1839–1899) | James Clifford-Butler XV/XXV Baron Dunboyne (1839–1899) | James Clifford-Butler XV/XXV Baron Dunboyne (1839–1899) |  |  | Robert Butler XVI/XXVI Baron Dunboyne (1844–1913)          | Robert Butler XVI/XXVI Baron Dunboyne (1844–1913)          | Robert Butler XVI/XXVI Baron Dunboyne (1844–1913)          | Robert Butler XVI/XXVI Baron Dunboyne (1844–1913)          | Robert Butler XVI/XXVI Baron Dunboyne (1844–1913)          | Robert Butler XVI/XXVI Baron Dunboyne (1844–1913)          |  |  |                                                    |                                                    |                                                    |                                                    |                                                    |                                                    |  |  |  |  |  |  |  |  |  |  |  |  |  |  |  |  |  |  |  |  |  |  |  |  |  |  |  |  |  |  |  |  |  |  |  |  |  |  |  |  |  |  |  |  |  |  |  |  |  |  |  |  |  |  |  |  |  |  |  |  |
|  |  |                                                                    |                                                                    |                                                                    |                                                                    |                                                                    |                                                                    |  |  |                                                                  |                                                                  |                                                                  |                                                                  |                                                                  |                                                                  |                                            |                                            |                                                                  |                                                                  |                                                                  |                                                                  |                                                                  |                                                                  |                                             |                                             |                                                     |                                                     |                                                     |                                                     |                                                     |                                                     |                                                     |                                                     |                                                                                        |                                                                                        |                                                                                        |                                                                                        |                                                                                        |                                                                                        |                                       |                                       |                                                   |                                                   |                                                   |                                                   |                                                   |                                                   |                                               |                                               |                                                |                                                |                                                |                                                |                                                |                                                |                                               |                                               |                                               |                                               |                                               |                                               |                                               |                                               |  |  |                                                         |                                                         |                                                         |                                                         |                                                         |                                                         |  |  |                                                            |                                                            |                                                            |                                                            |                                                            |                                                            |  |  |                                                    |                                                    |                                                    |                                                    |                                                    |                                                    |  |  |  |  |  |  |  |  |  |  |  |  |  |  |  |  |  |  |  |  |  |  |  |  |  |  |  |  |  |  |  |  |  |  |  |  |  |  |  |  |  |  |  |  |  |  |  |  |  |  |  |  |  |  |  |  |  |  |  |  |
|  |  | Walter Butler I Marques de Ormonde (1770–1820)                     | Walter Butler I Marques de Ormonde (1770–1820)                     | Walter Butler I Marques de Ormonde (1770–1820)                     | Walter Butler I Marques de Ormonde (1770–1820)                     | Walter Butler I Marques de Ormonde (1770–1820)                     | Walter Butler I Marques de Ormonde (1770–1820)                     |  |  | James Butler I Marques de Ormonde (1777–1838)                    | James Butler I Marques de Ormonde (1777–1838)                    | James Butler I Marques de Ormonde (1777–1838)                    | James Butler I Marques de Ormonde (1777–1838)                    | James Butler I Marques de Ormonde (1777–1838)                    | James Butler I Marques de Ormonde (1777–1838)                    |                                            |                                            |                                                                  |                                                                  |                                                                  |                                                                  |                                                                  |                                                                  |                                             |                                             | Henry Butler XIII Vizconde Mountgarret (1816–1900)  | Henry Butler XIII Vizconde Mountgarret (1816–1900)  | Henry Butler XIII Vizconde Mountgarret (1816–1900)  | Henry Butler XIII Vizconde Mountgarret (1816–1900)  | Henry Butler XIII Vizconde Mountgarret (1816–1900)  | Henry Butler XIII Vizconde Mountgarret (1816–1900)  |                                                     |                                                     |                                                                                        |                                                                                        |                                                                                        |                                                                                        |                                                                                        |                                                                                        |                                       |                                       | Charles Butler VI conde de Carrick (1851–1909)    | Charles Butler VI conde de Carrick (1851–1909)    | Charles Butler VI conde de Carrick (1851–1909)    | Charles Butler VI conde de Carrick (1851–1909)    | Charles Butler VI conde de Carrick (1851–1909)    | Charles Butler VI conde de Carrick (1851–1909)    |                                               |                                               |                                                |                                                |                                                |                                                |                                                |                                                |                                               |                                               |                                               |                                               |                                               |                                               |                                               |                                               |  |  |                                                         |                                                         |                                                         |                                                         |                                                         |                                                         |  |  | Fitzwalter Butler XVII/XXVII Baron Dunboyne (1874–1945)    | Fitzwalter Butler XVII/XXVII Baron Dunboyne (1874–1945)    | Fitzwalter Butler XVII/XXVII Baron Dunboyne (1874–1945)    | Fitzwalter Butler XVII/XXVII Baron Dunboyne (1874–1945)    | Fitzwalter Butler XVII/XXVII Baron Dunboyne (1874–1945)    | Fitzwalter Butler XVII/XXVII Baron Dunboyne (1874–1945)    |  |  |                                                    |                                                    |                                                    |                                                    |                                                    |                                                    |  |  |  |  |  |  |  |  |  |  |  |  |  |  |  |  |  |  |  |  |  |  |  |  |  |  |  |  |  |  |  |  |  |  |  |  |  |  |  |  |  |  |  |  |  |  |  |  |  |  |  |  |  |  |  |  |  |  |  |  |
|  |  | Walter Butler I Marques de Ormonde (1770–1820)                     | Walter Butler I Marques de Ormonde (1770–1820)                     | Walter Butler I Marques de Ormonde (1770–1820)                     | Walter Butler I Marques de Ormonde (1770–1820)                     | Walter Butler I Marques de Ormonde (1770–1820)                     | Walter Butler I Marques de Ormonde (1770–1820)                     |  |  | James Butler I Marques de Ormonde (1777–1838)                    | James Butler I Marques de Ormonde (1777–1838)                    | James Butler I Marques de Ormonde (1777–1838)                    | James Butler I Marques de Ormonde (1777–1838)                    | James Butler I Marques de Ormonde (1777–1838)                    | James Butler I Marques de Ormonde (1777–1838)                    |                                            |                                            |                                                                  |                                                                  |                                                                  |                                                                  |                                                                  |                                                                  |                                             |                                             | Henry Butler XIII Vizconde Mountgarret (1816–1900)  | Henry Butler XIII Vizconde Mountgarret (1816–1900)  | Henry Butler XIII Vizconde Mountgarret (1816–1900)  | Henry Butler XIII Vizconde Mountgarret (1816–1900)  | Henry Butler XIII Vizconde Mountgarret (1816–1900)  | Henry Butler XIII Vizconde Mountgarret (1816–1900)  |                                                     |                                                     |                                                                                        |                                                                                        |                                                                                        |                                                                                        |                                                                                        |                                                                                        |                                       |                                       | Charles Butler VI conde de Carrick (1851–1909)    | Charles Butler VI conde de Carrick (1851–1909)    | Charles Butler VI conde de Carrick (1851–1909)    | Charles Butler VI conde de Carrick (1851–1909)    | Charles Butler VI conde de Carrick (1851–1909)    | Charles Butler VI conde de Carrick (1851–1909)    |                                               |                                               |                                                |                                                |                                                |                                                |                                                |                                                |                                               |                                               |                                               |                                               |                                               |                                               |                                               |                                               |  |  |                                                         |                                                         |                                                         |                                                         |                                                         |                                                         |  |  | Fitzwalter Butler XVII/XXVII Baron Dunboyne (1874–1945)    | Fitzwalter Butler XVII/XXVII Baron Dunboyne (1874–1945)    | Fitzwalter Butler XVII/XXVII Baron Dunboyne (1874–1945)    | Fitzwalter Butler XVII/XXVII Baron Dunboyne (1874–1945)    | Fitzwalter Butler XVII/XXVII Baron Dunboyne (1874–1945)    | Fitzwalter Butler XVII/XXVII Baron Dunboyne (1874–1945)    |  |  |                                                    |                                                    |                                                    |                                                    |                                                    |                                                    |  |  |  |  |  |  |  |  |  |  |  |  |  |  |  |  |  |  |  |  |  |  |  |  |  |  |  |  |  |  |  |  |  |  |  |  |  |  |  |  |  |  |  |  |  |  |  |  |  |  |  |  |  |  |  |  |  |  |  |  |
|  |  |                                                                    |                                                                    |                                                                    |                                                                    |                                                                    |                                                                    |  |  | John Butler II Marqués de Ormonde (1808–1854)                    | John Butler II Marqués de Ormonde (1808–1854)                    | John Butler II Marqués de Ormonde (1808–1854)                    | John Butler II Marqués de Ormonde (1808–1854)                    | John Butler II Marqués de Ormonde (1808–1854)                    | John Butler II Marqués de Ormonde (1808–1854)                    |                                            |                                            |                                                                  |                                                                  |                                                                  |                                                                  |                                                                  |                                                                  |                                             |                                             | Henry Butler XIV Vizconde Mountgarret (1844–1912)   | Henry Butler XIV Vizconde Mountgarret (1844–1912)   | Henry Butler XIV Vizconde Mountgarret (1844–1912)   | Henry Butler XIV Vizconde Mountgarret (1844–1912)   | Henry Butler XIV Vizconde Mountgarret (1844–1912)   | Henry Butler XIV Vizconde Mountgarret (1844–1912)   |                                                     |                                                     |                                                                                        |                                                                                        |                                                                                        |                                                                                        |                                                                                        |                                                                                        |                                       |                                       | Charles Butler VII Conde de Carrick (1873–1931)   | Charles Butler VII Conde de Carrick (1873–1931)   | Charles Butler VII Conde de Carrick (1873–1931)   | Charles Butler VII Conde de Carrick (1873–1931)   | Charles Butler VII Conde de Carrick (1873–1931)   | Charles Butler VII Conde de Carrick (1873–1931)   |                                               |                                               |                                                |                                                |                                                |                                                |                                                |                                                |                                               |                                               |                                               |                                               |                                               |                                               |                                               |                                               |  |  |                                                         |                                                         |                                                         |                                                         |                                                         |                                                         |  |  |                                                            |                                                            |                                                            |                                                            |                                                            |                                                            |  |  |                                                    |                                                    |                                                    |                                                    |                                                    |                                                    |  |  |  |  |  |  |  |  |  |  |  |  |  |  |  |  |  |  |  |  |  |  |  |  |  |  |  |  |  |  |  |  |  |  |  |  |  |  |  |  |  |  |  |  |  |  |  |  |  |  |  |  |  |  |  |  |  |  |  |  |
|  |  |                                                                    |                                                                    |                                                                    |                                                                    |                                                                    |                                                                    |  |  | John Butler II Marqués de Ormonde (1808–1854)                    | John Butler II Marqués de Ormonde (1808–1854)                    | John Butler II Marqués de Ormonde (1808–1854)                    | John Butler II Marqués de Ormonde (1808–1854)                    | John Butler II Marqués de Ormonde (1808–1854)                    | John Butler II Marqués de Ormonde (1808–1854)                    |                                            |                                            |                                                                  |                                                                  |                                                                  |                                                                  |                                                                  |                                                                  |                                             |                                             | Henry Butler XIV Vizconde Mountgarret (1844–1912)   | Henry Butler XIV Vizconde Mountgarret (1844–1912)   | Henry Butler XIV Vizconde Mountgarret (1844–1912)   | Henry Butler XIV Vizconde Mountgarret (1844–1912)   | Henry Butler XIV Vizconde Mountgarret (1844–1912)   | Henry Butler XIV Vizconde Mountgarret (1844–1912)   |                                                     |                                                     |                                                                                        |                                                                                        |                                                                                        |                                                                                        |                                                                                        |                                                                                        |                                       |                                       | Charles Butler VII Conde de Carrick (1873–1931)   | Charles Butler VII Conde de Carrick (1873–1931)   | Charles Butler VII Conde de Carrick (1873–1931)   | Charles Butler VII Conde de Carrick (1873–1931)   | Charles Butler VII Conde de Carrick (1873–1931)   | Charles Butler VII Conde de Carrick (1873–1931)   |                                               |                                               |                                                |                                                |                                                |                                                |                                                |                                                |                                               |                                               |                                               |                                               |                                               |                                               |                                               |                                               |  |  |                                                         |                                                         |                                                         |                                                         |                                                         |                                                         |  |  |                                                            |                                                            |                                                            |                                                            |                                                            |                                                            |  |  |                                                    |                                                    |                                                    |                                                    |                                                    |                                                    |  |  |  |  |  |  |  |  |  |  |  |  |  |  |  |  |  |  |  |  |  |  |  |  |  |  |  |  |  |  |  |  |  |  |  |  |  |  |  |  |  |  |  |  |  |  |  |  |  |  |  |  |  |  |  |  |  |  |  |  |
|  |  |                                                                    |                                                                    |                                                                    |                                                                    |                                                                    |                                                                    |  |  |                                                                  |                                                                  |                                                                  |                                                                  |                                                                  |                                                                  |                                            |                                            |                                                                  |                                                                  |                                                                  |                                                                  |                                                                  |                                                                  |                                             |                                             |                                                     |                                                     |                                                     |                                                     |                                                     |                                                     |                                                     |                                                     |                                                                                        |                                                                                        |                                                                                        |                                                                                        |                                                                                        |                                                                                        |                                       |                                       |                                                   |                                                   |                                                   |                                                   |                                                   |                                                   |                                               |                                               |                                                |                                                |                                                |                                                |                                                |                                                |                                               |                                               |                                               |                                               |                                               |                                               |                                               |                                               |  |  |                                                         |                                                         |                                                         |                                                         |                                                         |                                                         |  |  |                                                            |                                                            |                                                            |                                                            |                                                            |                                                            |  |  |                                                    |                                                    |                                                    |                                                    |                                                    |                                                    |  |  |  |  |  |  |  |  |  |  |  |  |  |  |  |  |  |  |  |  |  |  |  |  |  |  |  |  |  |  |  |  |  |  |  |  |  |  |  |  |  |  |  |  |  |  |  |  |  |  |  |  |  |  |  |  |  |  |  |  |
|  |  | James Edward Butler III Marqués de Ormonde (1844–1919)             | James Edward Butler III Marqués de Ormonde (1844–1919)             | James Edward Butler III Marqués de Ormonde (1844–1919)             | James Edward Butler III Marqués de Ormonde (1844–1919)             | James Edward Butler III Marqués de Ormonde (1844–1919)             | James Edward Butler III Marqués de Ormonde (1844–1919)             |  |  | James Arthur Butler IV Marqués de Ormonde (1849–1943)            | James Arthur Butler IV Marqués de Ormonde (1849–1943)            | James Arthur Butler IV Marqués de Ormonde (1849–1943)            | James Arthur Butler IV Marqués de Ormonde (1849–1943)            | James Arthur Butler IV Marqués de Ormonde (1849–1943)            | James Arthur Butler IV Marqués de Ormonde (1849–1943)            |                                            |                                            | James Theobald Butler (1852–1929)                                | James Theobald Butler (1852–1929)                                | James Theobald Butler (1852–1929)                                | James Theobald Butler (1852–1929)                                | James Theobald Butler (1852–1929)                                | James Theobald Butler (1852–1929)                                |                                             |                                             | Edmund Butler XV Vizconde Mountgarret (1875–1918)   | Edmund Butler XV Vizconde Mountgarret (1875–1918)   | Edmund Butler XV Vizconde Mountgarret (1875–1918)   | Edmund Butler XV Vizconde Mountgarret (1875–1918)   | Edmund Butler XV Vizconde Mountgarret (1875–1918)   | Edmund Butler XV Vizconde Mountgarret (1875–1918)   |                                                     |                                                     | Piers Butler XVI Vizconde Mountgarret (1903–1966)                                      | Piers Butler XVI Vizconde Mountgarret (1903–1966)                                      | Piers Butler XVI Vizconde Mountgarret (1903–1966)                                      | Piers Butler XVI Vizconde Mountgarret (1903–1966)                                      | Piers Butler XVI Vizconde Mountgarret (1903–1966)                                      | Piers Butler XVI Vizconde Mountgarret (1903–1966)                                      |                                       |                                       | Theobald Butler VIII Conde de Carrick (1903–1957) | Theobald Butler VIII Conde de Carrick (1903–1957) | Theobald Butler VIII Conde de Carrick (1903–1957) | Theobald Butler VIII Conde de Carrick (1903–1957) | Theobald Butler VIII Conde de Carrick (1903–1957) | Theobald Butler VIII Conde de Carrick (1903–1957) |                                               |                                               |                                                |                                                |                                                |                                                |                                                |                                                |                                               |                                               |                                               |                                               |                                               |                                               |                                               |                                               |  |  |                                                         |                                                         |                                                         |                                                         |                                                         |                                                         |  |  | Patrick Butler XVIII / XXVIII Baron Dunboyne (1917–2004)   | Patrick Butler XVIII / XXVIII Baron Dunboyne (1917–2004)   | Patrick Butler XVIII / XXVIII Baron Dunboyne (1917–2004)   | Patrick Butler XVIII / XXVIII Baron Dunboyne (1917–2004)   | Patrick Butler XVIII / XXVIII Baron Dunboyne (1917–2004)   | Patrick Butler XVIII / XXVIII Baron Dunboyne (1917–2004)   |  |  |                                                    |                                                    |                                                    |                                                    |                                                    |                                                    |  |  |  |  |  |  |  |  |  |  |  |  |  |  |  |  |  |  |  |  |  |  |  |  |  |  |  |  |  |  |  |  |  |  |  |  |  |  |  |  |  |  |  |  |  |  |  |  |  |  |  |  |  |  |  |  |  |  |  |  |
|  |  | James Edward Butler III Marqués de Ormonde (1844–1919)             | James Edward Butler III Marqués de Ormonde (1844–1919)             | James Edward Butler III Marqués de Ormonde (1844–1919)             | James Edward Butler III Marqués de Ormonde (1844–1919)             | James Edward Butler III Marqués de Ormonde (1844–1919)             | James Edward Butler III Marqués de Ormonde (1844–1919)             |  |  | James Arthur Butler IV Marqués de Ormonde (1849–1943)            | James Arthur Butler IV Marqués de Ormonde (1849–1943)            | James Arthur Butler IV Marqués de Ormonde (1849–1943)            | James Arthur Butler IV Marqués de Ormonde (1849–1943)            | James Arthur Butler IV Marqués de Ormonde (1849–1943)            | James Arthur Butler IV Marqués de Ormonde (1849–1943)            |                                            |                                            | James Theobald Butler (1852–1929)                                | James Theobald Butler (1852–1929)                                | James Theobald Butler (1852–1929)                                | James Theobald Butler (1852–1929)                                | James Theobald Butler (1852–1929)                                | James Theobald Butler (1852–1929)                                |                                             |                                             | Edmund Butler XV Vizconde Mountgarret (1875–1918)   | Edmund Butler XV Vizconde Mountgarret (1875–1918)   | Edmund Butler XV Vizconde Mountgarret (1875–1918)   | Edmund Butler XV Vizconde Mountgarret (1875–1918)   | Edmund Butler XV Vizconde Mountgarret (1875–1918)   | Edmund Butler XV Vizconde Mountgarret (1875–1918)   |                                                     |                                                     | Piers Butler XVI Vizconde Mountgarret (1903–1966)                                      | Piers Butler XVI Vizconde Mountgarret (1903–1966)                                      | Piers Butler XVI Vizconde Mountgarret (1903–1966)                                      | Piers Butler XVI Vizconde Mountgarret (1903–1966)                                      | Piers Butler XVI Vizconde Mountgarret (1903–1966)                                      | Piers Butler XVI Vizconde Mountgarret (1903–1966)                                      |                                       |                                       | Theobald Butler VIII Conde de Carrick (1903–1957) | Theobald Butler VIII Conde de Carrick (1903–1957) | Theobald Butler VIII Conde de Carrick (1903–1957) | Theobald Butler VIII Conde de Carrick (1903–1957) | Theobald Butler VIII Conde de Carrick (1903–1957) | Theobald Butler VIII Conde de Carrick (1903–1957) |                                               |                                               |                                                |                                                |                                                |                                                |                                                |                                                |                                               |                                               |                                               |                                               |                                               |                                               |                                               |                                               |  |  |                                                         |                                                         |                                                         |                                                         |                                                         |                                                         |  |  | Patrick Butler XVIII / XXVIII Baron Dunboyne (1917–2004)   | Patrick Butler XVIII / XXVIII Baron Dunboyne (1917–2004)   | Patrick Butler XVIII / XXVIII Baron Dunboyne (1917–2004)   | Patrick Butler XVIII / XXVIII Baron Dunboyne (1917–2004)   | Patrick Butler XVIII / XXVIII Baron Dunboyne (1917–2004)   | Patrick Butler XVIII / XXVIII Baron Dunboyne (1917–2004)   |  |  |                                                    |                                                    |                                                    |                                                    |                                                    |                                                    |  |  |  |  |  |  |  |  |  |  |  |  |  |  |  |  |  |  |  |  |  |  |  |  |  |  |  |  |  |  |  |  |  |  |  |  |  |  |  |  |  |  |  |  |  |  |  |  |  |  |  |  |  |  |  |  |  |  |  |  |
|  |  |                                                                    |                                                                    |                                                                    |                                                                    |                                                                    |                                                                    |  |  |                                                                  |                                                                  |                                                                  |                                                                  |                                                                  |                                                                  |                                            |                                            |                                                                  |                                                                  |                                                                  |                                                                  |                                                                  |                                                                  |                                             |                                             |                                                     |                                                     |                                                     |                                                     |                                                     |                                                     |                                                     |                                                     |                                                                                        |                                                                                        |                                                                                        |                                                                                        |                                                                                        |                                                                                        |                                       |                                       |                                                   |                                                   |                                                   |                                                   |                                                   |                                                   |                                               |                                               |                                                |                                                |                                                |                                                |                                                |                                                |                                               |                                               |                                               |                                               |                                               |                                               |                                               |                                               |  |  |                                                         |                                                         |                                                         |                                                         |                                                         |                                                         |  |  |                                                            |                                                            |                                                            |                                                            |                                                            |                                                            |  |  |                                                    |                                                    |                                                    |                                                    |                                                    |                                                    |  |  |  |  |  |  |  |  |  |  |  |  |  |  |  |  |  |  |  |  |  |  |  |  |  |  |  |  |  |  |  |  |  |  |  |  |  |  |  |  |  |  |  |  |  |  |  |  |  |  |  |  |  |  |  |  |  |  |  |  |
|  |  | James George Butler V Marqués de Ormonde (1890–1949)               | James George Butler V Marqués de Ormonde (1890–1949)               | James George Butler V Marqués de Ormonde (1890–1949)               | James George Butler V Marqués de Ormonde (1890–1949)               | James George Butler V Marqués de Ormonde (1890–1949)               | James George Butler V Marqués de Ormonde (1890–1949)               |  |  | James Arthur Butler VI Marqués de Ormonde (1893–1971)            | James Arthur Butler VI Marqués de Ormonde (1893–1971)            | James Arthur Butler VI Marqués de Ormonde (1893–1971)            | James Arthur Butler VI Marqués de Ormonde (1893–1971)            | James Arthur Butler VI Marqués de Ormonde (1893–1971)            | James Arthur Butler VI Marqués de Ormonde (1893–1971)            |                                            |                                            | James Hubert Butler VII Marqués de Ormonde (1899–1997)           | James Hubert Butler VII Marqués de Ormonde (1899–1997)           | James Hubert Butler VII Marqués de Ormonde (1899–1997)           | James Hubert Butler VII Marqués de Ormonde (1899–1997)           | James Hubert Butler VII Marqués de Ormonde (1899–1997)           | James Hubert Butler VII Marqués de Ormonde (1899–1997)           |                                             |                                             |                                                     |                                                     |                                                     |                                                     |                                                     |                                                     |                                                     |                                                     | Richard Butler XVII Vizconde Mountgarret XVI Conde de Ormonde (no probado) (1936–2004) | Richard Butler XVII Vizconde Mountgarret XVI Conde de Ormonde (no probado) (1936–2004) | Richard Butler XVII Vizconde Mountgarret XVI Conde de Ormonde (no probado) (1936–2004) | Richard Butler XVII Vizconde Mountgarret XVI Conde de Ormonde (no probado) (1936–2004) | Richard Butler XVII Vizconde Mountgarret XVI Conde de Ormonde (no probado) (1936–2004) | Richard Butler XVII Vizconde Mountgarret XVI Conde de Ormonde (no probado) (1936–2004) |                                       |                                       | Brian Butler IX Conde de Carrick (1931–1992)      | Brian Butler IX Conde de Carrick (1931–1992)      | Brian Butler IX Conde de Carrick (1931–1992)      | Brian Butler IX Conde de Carrick (1931–1992)      | Brian Butler IX Conde de Carrick (1931–1992)      | Brian Butler IX Conde de Carrick (1931–1992)      |                                               |                                               |                                                |                                                |                                                |                                                |                                                |                                                |                                               |                                               |                                               |                                               |                                               |                                               |                                               |                                               |  |  |                                                         |                                                         |                                                         |                                                         |                                                         |                                                         |  |  | John Fitzwalter Butler XIX/XXIX Baron Dunboyne (1951-2013) | John Fitzwalter Butler XIX/XXIX Baron Dunboyne (1951-2013) | John Fitzwalter Butler XIX/XXIX Baron Dunboyne (1951-2013) | John Fitzwalter Butler XIX/XXIX Baron Dunboyne (1951-2013) | John Fitzwalter Butler XIX/XXIX Baron Dunboyne (1951-2013) | John Fitzwalter Butler XIX/XXIX Baron Dunboyne (1951-2013) |  |  |                                                    |                                                    |                                                    |                                                    |                                                    |                                                    |  |  |  |  |  |  |  |  |  |  |  |  |  |  |  |  |  |  |  |  |  |  |  |  |  |  |  |  |  |  |  |  |  |  |  |  |  |  |  |  |  |  |  |  |  |  |  |  |  |  |  |  |  |  |  |  |  |  |  |  |
|  |  | James George Butler V Marqués de Ormonde (1890–1949)               | James George Butler V Marqués de Ormonde (1890–1949)               | James George Butler V Marqués de Ormonde (1890–1949)               | James George Butler V Marqués de Ormonde (1890–1949)               | James George Butler V Marqués de Ormonde (1890–1949)               | James George Butler V Marqués de Ormonde (1890–1949)               |  |  | James Arthur Butler VI Marqués de Ormonde (1893–1971)            | James Arthur Butler VI Marqués de Ormonde (1893–1971)            | James Arthur Butler VI Marqués de Ormonde (1893–1971)            | James Arthur Butler VI Marqués de Ormonde (1893–1971)            | James Arthur Butler VI Marqués de Ormonde (1893–1971)            | James Arthur Butler VI Marqués de Ormonde (1893–1971)            |                                            |                                            | James Hubert Butler VII Marqués de Ormonde (1899–1997)           | James Hubert Butler VII Marqués de Ormonde (1899–1997)           | James Hubert Butler VII Marqués de Ormonde (1899–1997)           | James Hubert Butler VII Marqués de Ormonde (1899–1997)           | James Hubert Butler VII Marqués de Ormonde (1899–1997)           | James Hubert Butler VII Marqués de Ormonde (1899–1997)           |                                             |                                             |                                                     |                                                     |                                                     |                                                     |                                                     |                                                     |                                                     |                                                     | Richard Butler XVII Vizconde Mountgarret XVI Conde de Ormonde (no probado) (1936–2004) | Richard Butler XVII Vizconde Mountgarret XVI Conde de Ormonde (no probado) (1936–2004) | Richard Butler XVII Vizconde Mountgarret XVI Conde de Ormonde (no probado) (1936–2004) | Richard Butler XVII Vizconde Mountgarret XVI Conde de Ormonde (no probado) (1936–2004) | Richard Butler XVII Vizconde Mountgarret XVI Conde de Ormonde (no probado) (1936–2004) | Richard Butler XVII Vizconde Mountgarret XVI Conde de Ormonde (no probado) (1936–2004) |                                       |                                       | Brian Butler IX Conde de Carrick (1931–1992)      | Brian Butler IX Conde de Carrick (1931–1992)      | Brian Butler IX Conde de Carrick (1931–1992)      | Brian Butler IX Conde de Carrick (1931–1992)      | Brian Butler IX Conde de Carrick (1931–1992)      | Brian Butler IX Conde de Carrick (1931–1992)      |                                               |                                               |                                                |                                                |                                                |                                                |                                                |                                                |                                               |                                               |                                               |                                               |                                               |                                               |                                               |                                               |  |  |                                                         |                                                         |                                                         |                                                         |                                                         |                                                         |  |  | John Fitzwalter Butler XIX/XXIX Baron Dunboyne (1951-2013) | John Fitzwalter Butler XIX/XXIX Baron Dunboyne (1951-2013) | John Fitzwalter Butler XIX/XXIX Baron Dunboyne (1951-2013) | John Fitzwalter Butler XIX/XXIX Baron Dunboyne (1951-2013) | John Fitzwalter Butler XIX/XXIX Baron Dunboyne (1951-2013) | John Fitzwalter Butler XIX/XXIX Baron Dunboyne (1951-2013) |  |  |                                                    |                                                    |                                                    |                                                    |                                                    |                                                    |  |  |  |  |  |  |  |  |  |  |  |  |  |  |  |  |  |  |  |  |  |  |  |  |  |  |  |  |  |  |  |  |  |  |  |  |  |  |  |  |  |  |  |  |  |  |  |  |  |  |  |  |  |  |  |  |  |  |  |  |
|  |  | James Anthony Butler Vizconde Thurles (1916–1940)                  | James Anthony Butler Vizconde Thurles (1916–1940)                  | James Anthony Butler Vizconde Thurles (1916–1940)                  | James Anthony Butler Vizconde Thurles (1916–1940)                  | James Anthony Butler Vizconde Thurles (1916–1940)                  | James Anthony Butler Vizconde Thurles (1916–1940)                  |  |  |                                                                  |                                                                  |                                                                  |                                                                  |                                                                  |                                                                  |                                            |                                            |                                                                  |                                                                  |                                                                  |                                                                  |                                                                  |                                                                  |                                             |                                             |                                                     |                                                     |                                                     |                                                     |                                                     |                                                     |                                                     |                                                     | Piers Butler XVIII Vizconde Mountgarret XVII Conde de Ormonde (no probado) (b. 1961)   | Piers Butler XVIII Vizconde Mountgarret XVII Conde de Ormonde (no probado) (b. 1961)   | Piers Butler XVIII Vizconde Mountgarret XVII Conde de Ormonde (no probado) (b. 1961)   | Piers Butler XVIII Vizconde Mountgarret XVII Conde de Ormonde (no probado) (b. 1961)   | Piers Butler XVIII Vizconde Mountgarret XVII Conde de Ormonde (no probado) (b. 1961)   | Piers Butler XVIII Vizconde Mountgarret XVII Conde de Ormonde (no probado) (b. 1961)   |                                       |                                       | David Butler X Conde de Carrick (1953–2008)       | David Butler X Conde de Carrick (1953–2008)       | David Butler X Conde de Carrick (1953–2008)       | David Butler X Conde de Carrick (1953–2008)       | David Butler X Conde de Carrick (1953–2008)       | David Butler X Conde de Carrick (1953–2008)       |                                               |                                               |                                                |                                                |                                                |                                                |                                                |                                                |                                               |                                               |                                               |                                               |                                               |                                               |                                               |                                               |  |  |                                                         |                                                         |                                                         |                                                         |                                                         |                                                         |  |  |                                                            |                                                            |                                                            |                                                            |                                                            |                                                            |  |  |                                                    |                                                    |                                                    |                                                    |                                                    |                                                    |  |  |  |  |  |  |  |  |  |  |  |  |  |  |  |  |  |  |  |  |  |  |  |  |  |  |  |  |  |  |  |  |  |  |  |  |  |  |  |  |  |  |  |  |  |  |  |  |  |  |  |  |  |  |  |  |  |  |  |  |
|  |  | James Anthony Butler Vizconde Thurles (1916–1940)                  | James Anthony Butler Vizconde Thurles (1916–1940)                  | James Anthony Butler Vizconde Thurles (1916–1940)                  | James Anthony Butler Vizconde Thurles (1916–1940)                  | James Anthony Butler Vizconde Thurles (1916–1940)                  | James Anthony Butler Vizconde Thurles (1916–1940)                  |  |  |                                                                  |                                                                  |                                                                  |                                                                  |                                                                  |                                                                  |                                            |                                            |                                                                  |                                                                  |                                                                  |                                                                  |                                                                  |                                                                  |                                             |                                             |                                                     |                                                     |                                                     |                                                     |                                                     |                                                     |                                                     |                                                     | Piers Butler XVIII Vizconde Mountgarret XVII Conde de Ormonde (no probado) (b. 1961)   | Piers Butler XVIII Vizconde Mountgarret XVII Conde de Ormonde (no probado) (b. 1961)   | Piers Butler XVIII Vizconde Mountgarret XVII Conde de Ormonde (no probado) (b. 1961)   | Piers Butler XVIII Vizconde Mountgarret XVII Conde de Ormonde (no probado) (b. 1961)   | Piers Butler XVIII Vizconde Mountgarret XVII Conde de Ormonde (no probado) (b. 1961)   | Piers Butler XVIII Vizconde Mountgarret XVII Conde de Ormonde (no probado) (b. 1961)   |                                       |                                       | David Butler X Conde de Carrick (1953–2008)       | David Butler X Conde de Carrick (1953–2008)       | David Butler X Conde de Carrick (1953–2008)       | David Butler X Conde de Carrick (1953–2008)       | David Butler X Conde de Carrick (1953–2008)       | David Butler X Conde de Carrick (1953–2008)       |                                               |                                               |                                                |                                                |                                                |                                                |                                                |                                                |                                               |                                               |                                               |                                               |                                               |                                               |                                               |                                               |  |  |                                                         |                                                         |                                                         |                                                         |                                                         |                                                         |  |  |                                                            |                                                            |                                                            |                                                            |                                                            |                                                            |  |  |                                                    |                                                    |                                                    |                                                    |                                                    |                                                    |  |  |  |  |  |  |  |  |  |  |  |  |  |  |  |  |  |  |  |  |  |  |  |  |  |  |  |  |  |  |  |  |  |  |  |  |  |  |  |  |  |  |  |  |  |  |  |  |  |  |  |  |  |  |  |  |  |  |  |  |
|  |  |                                                                    |                                                                    |                                                                    |                                                                    |                                                                    |                                                                    |  |  |                                                                  |                                                                  |                                                                  |                                                                  |                                                                  |                                                                  |                                            |                                            |                                                                  |                                                                  |                                                                  |                                                                  |                                                                  |                                                                  |                                             |                                             |                                                     |                                                     |                                                     |                                                     |                                                     |                                                     |                                                     |                                                     |                                                                                        |                                                                                        |                                                                                        |                                                                                        |                                                                                        |                                                                                        |                                       |                                       | Thomas Butler XI Conde de Carrick (b. 1975)       |                                                   |                                                   |                                                   |                                                   |                                                   |                                               |                                               |                                                |                                                |                                                |                                                |                                                |                                                |                                               |                                               |                                               |                                               |                                               |                                               |                                               |                                               |  |  |                                                         |                                                         |                                                         |                                                         |                                                         |                                                         |  |  |                                                            |                                                            |                                                            |                                                            |                                                            |                                                            |  |  |                                                    |                                                    |                                                    |                                                    |                                                    |                                                    |  |  |  |  |  |  |  |  |  |  |  |  |  |  |  |  |  |  |  |  |  |  |  |  |  |  |  |  |  |  |  |  |  |  |  |  |  |  |  |  |  |  |  |  |  |  |  |  |  |  |  |  |  |  |  |  |  |  |  |  |